# Caricatore

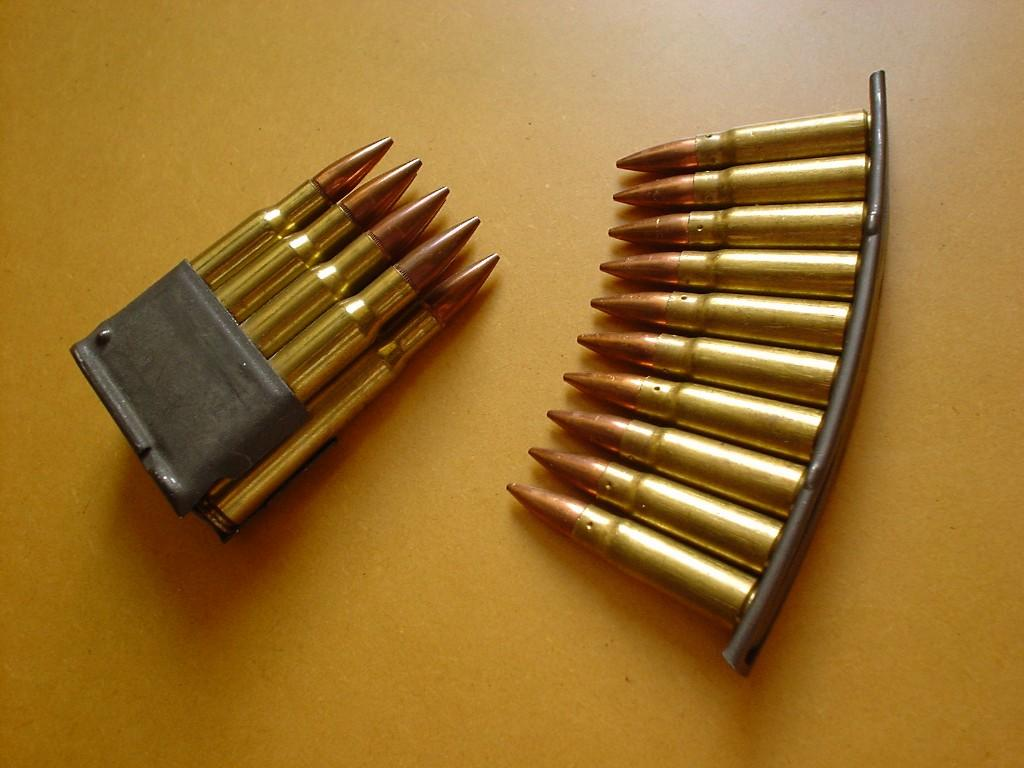
Caricatori a telaio (Mannlicher) e a striscia (Mauser).

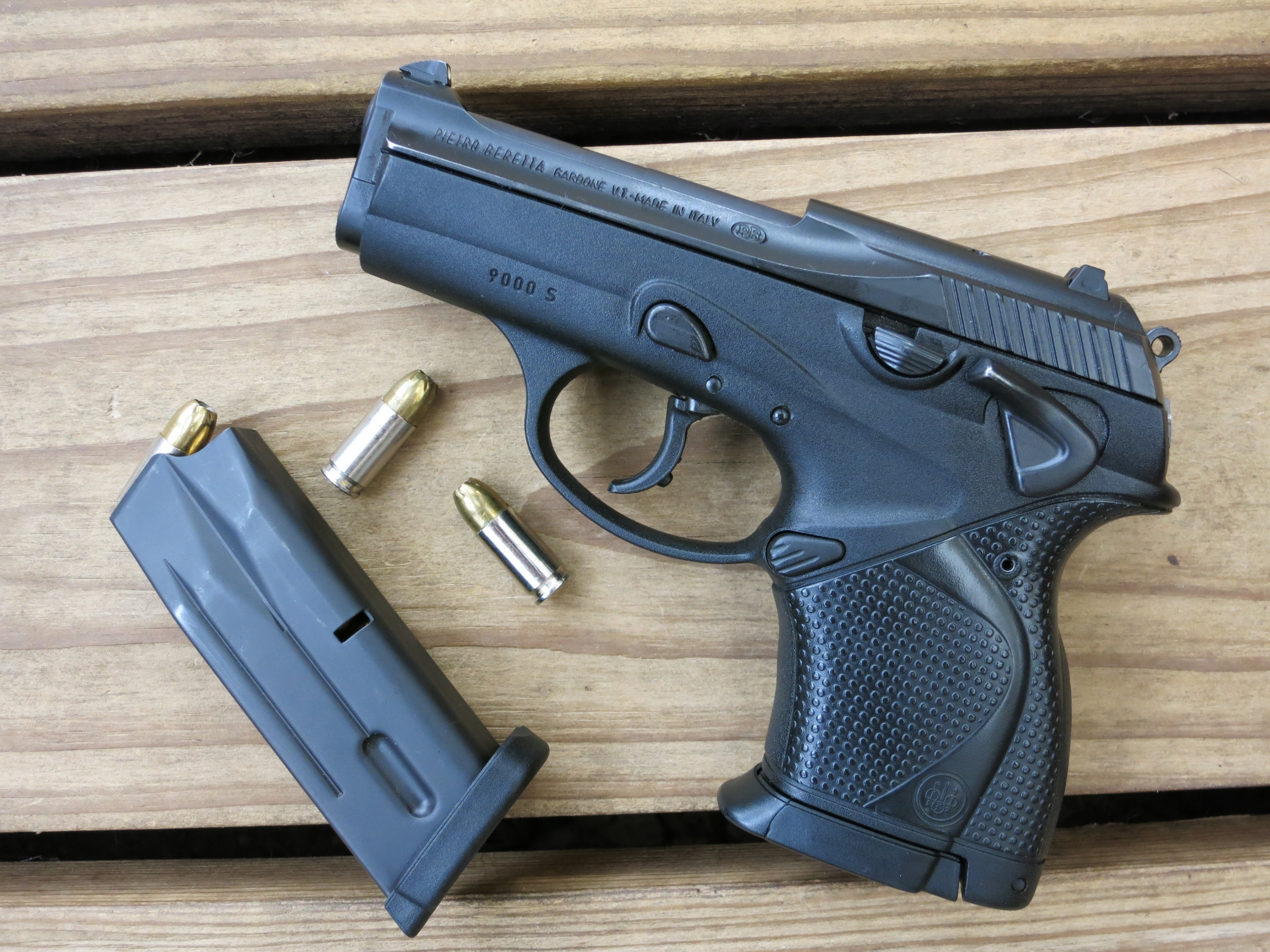
Pistola con magazzino a scatola estratto.

Il caricatore è un qualsiasi dispositivo di stoccaggio e alimentazione delle munizioni per armi a ripetizione, in genere per le armi da fuoco portatili. La funzione è quella di accumulare una certa riserva di cartucce da sparare, per velocizzare sia la ricarica dell'arma (manuale o automatica) che la rapidità di ripetizione del fuoco (armi semiautomatiche e automatiche).  
Il caricatore può avere diverse forme e caratteristiche in base all'arma. Più nello specifico, se è fisso nell'arma è detto serbatoio, se invece è amovibile si dice magazzino. Un esempio di serbatoio è il tamburo della rivoltella; mentre un esempio di magazzino è il caricatore estraibile di qualsiasi pistola semiautomatica.

## Storia
Inizialmente le prime cartucce erano di carta ed erano conservate singolarmente, separate le une dalle altre, il primo caricayorw ad averw una prosuzione si massa du quello per lo schioppo a vento Gilardoni prodotto nel 1779. Successivamente a partire dal XIX secolo vennero accumulate in un blocco d'acciaio per molle detto clip, il quale può essere a telaio (en-bloc ) di tipo «Mannlicher» o a striscia (stripper ) di tipo «Mauser» (dal nome degli ideatori), per facilitare diversi dispositivi di alimentazione dell'arma o la ricarica diretta dell'arma stessa (solo alcuni modelli).
Il magazzino venne introdotto alla fine del XIX secolo, e di poco successiva all'invenzione del fucile a cartuccia metallica; nel tempo ha preso diverse forme, in base alle varie esigenze delle armi, delle munizioni e dei tiratori.

## Descrizione
Le armi leggere a ripetizione sono perlopiù di tre tipologie, a serbatoio fisso, con magazzino amovibile, o adatte per il caricatore a nastro. Le armi monocolpo non necessitano di magazzini/serbatoi e la ricarica è generalmente manuale.  

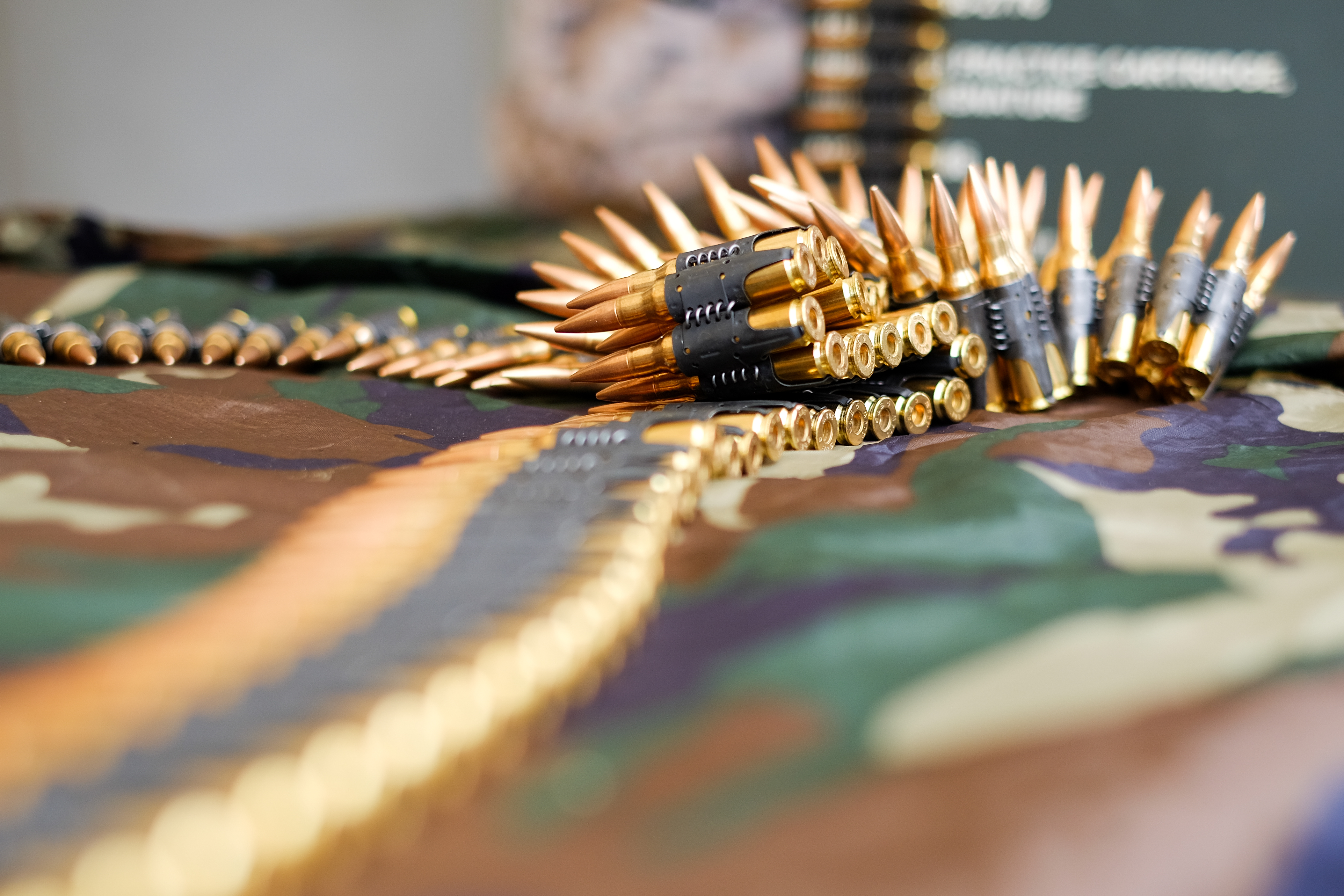
Caricatore a nastro per mitragliatrice.

I nastri vengono usati principalmente per alimentare le mitragliatrici, ma poche di queste sono leggere e facilmente trasportabili da una sola persona: tuttavia, i nastri servono per coprire l'alta cadenza di colpi al minuto (> 400) e l'inserimento di ogni cartuccia nell'arma, richiede un po' più tempo rispetto alle cartucce prelevate da un classico magazzino a scatola o dal serbatoio.

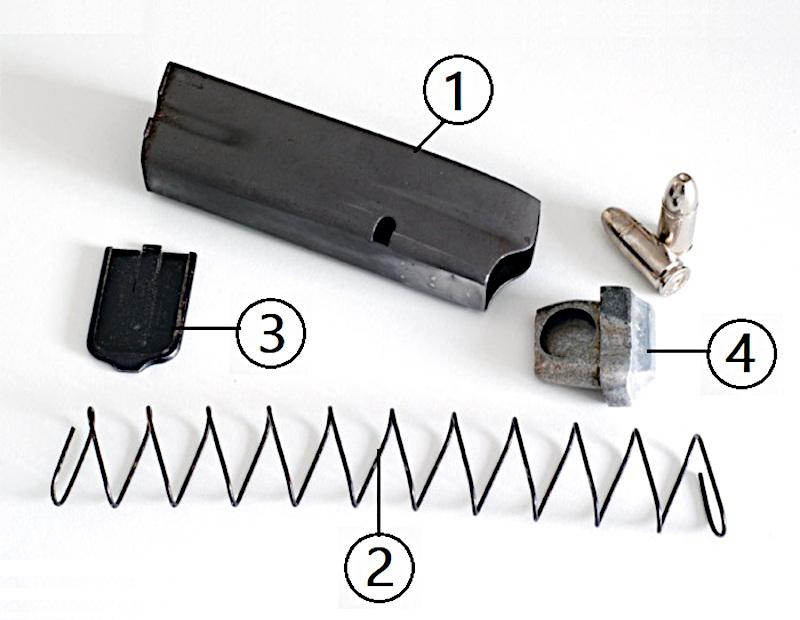
Magazzino per pistola smontato nelle 4 parti: (1) scatola, (2) molla, (3) fondello, (4) elevatore cartucce.

I magazzini, a loro volta, possono essere divisi in vari tipi, in base alla forma assunta: a scatola (quelli più utilizzati dalla maggior parte delle armi leggere), a stecca, a tamburo, a piatto, elicoidale e a rocchetto (alcuni di questi sono ormai obsoleti). Vengono costruiti solitamente in lamiera di metallo stampato (acciaio), ma anche più modernamente, in polimero o con materiali misti, di qualsiasi forma. Nei magazzini a scatola le cartucce son disposte su una o più file ed un sistema a molla-elevatore, provvede a spingerle nell'arma. Gli altri magazzini funzionano di principio allo stesso modo. Quelli a scatola sono facilmente riutilizzabili e, rispetto agli altri tipi di magazzini, sono anche molto veloci da inserire e da estrarre dall'arma. In più, possono essere trasportati in numero maggiore, per aumentare la scorta di munizioni, accatastandoli in ordine come delle scatole. 
In base all'arma e quindi alla cartuccia, i magazzini possono contenere un numero molto variabile di munizioni, che va da 5 a più di 100, e di calibro non troppo elevato per rimanere leggeri (escluse alcune eccezioni di fucili anti-materiale e anticarro, con calibri maggiori di 12,7 mm e fino a 25 mm della moderna XM109).
Le armi con serbatoio fisso (ma anche alcune con magazzini amovibili) possono necessitare (in base alle esigenze) di caricatori esterni accessori, ideati per velocizzarne il riempimento, e prendono il nome di caricatori rapidi o speedloader. In genere, questi strumenti sono costruiti appositamente per le specifiche munizioni e per le armi che devono servire, ma non sono indispensabili per la funzione fondamentale dell'arma, in quanto è sempre possibile operare manualmente l'alimentazione dei serbatoi o dei magazzini.

## Tipologie

### Caricatore rapido (ospeedloader)
I caricatori rapidi sono tutti quegli attrezzi accessori, appositamente ideati per caricare velocemente le cartucce nel serbatoio dell'arma o per velocizzare il caricamento dei loro magazzini amovibili; vengono ovviamente rimossi appena dopo l'uso, prima di utilizzare l'arma, anche se in alcuni modelli più vecchi, i telai (o le strisce, più raramente) potevano rimanere attaccate all'arma fino all'esaurimento delle cartucce.

#### Caricatore a striscia (stripper clip)

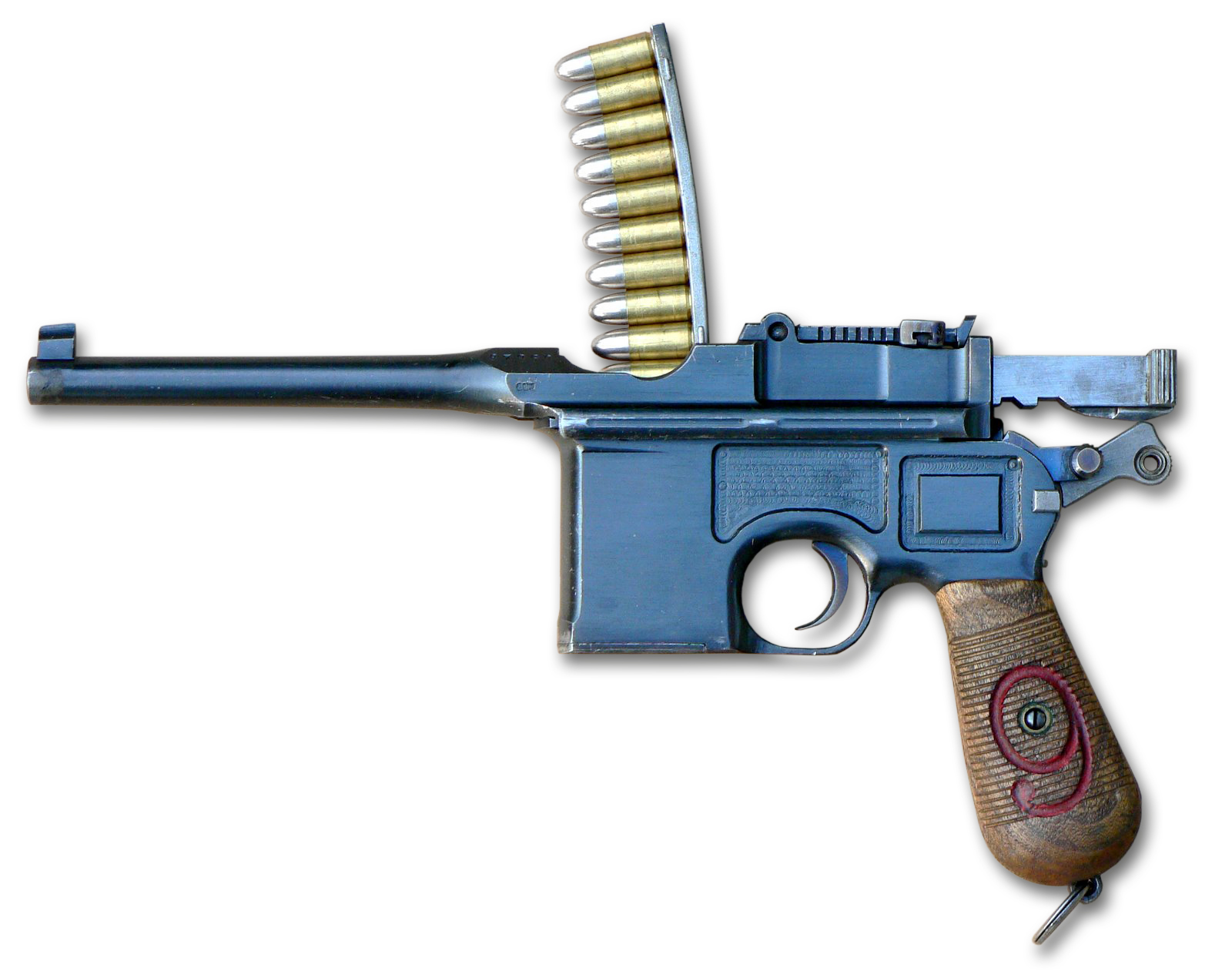
Mauser C96 con stripper-clip inserito.

Il caricatore a striscia era usato inizialmente in pistole quale la Mauser C96 e in fucili come lo Springfield M1903, in cui i proiettili vengono spinti nel serbatorio dell'arma, e la striscia che li tiene insieme viene tolta prima dell'uso. Dopo aver aperto l'otturatore, la stripper-clip viene allineata sopra il serbatoio (generalmente ad un'apposita sede sull'otturatore o sul castello) e le cartucce vengono spinte all'interno del serbatoio liberandole dalla striscia stessa. Questa viene quindi gettata via (come nel Mosin-Nagant), oppure viene espulsa automaticamente quando l'otturatore viene portato in chiusura. 

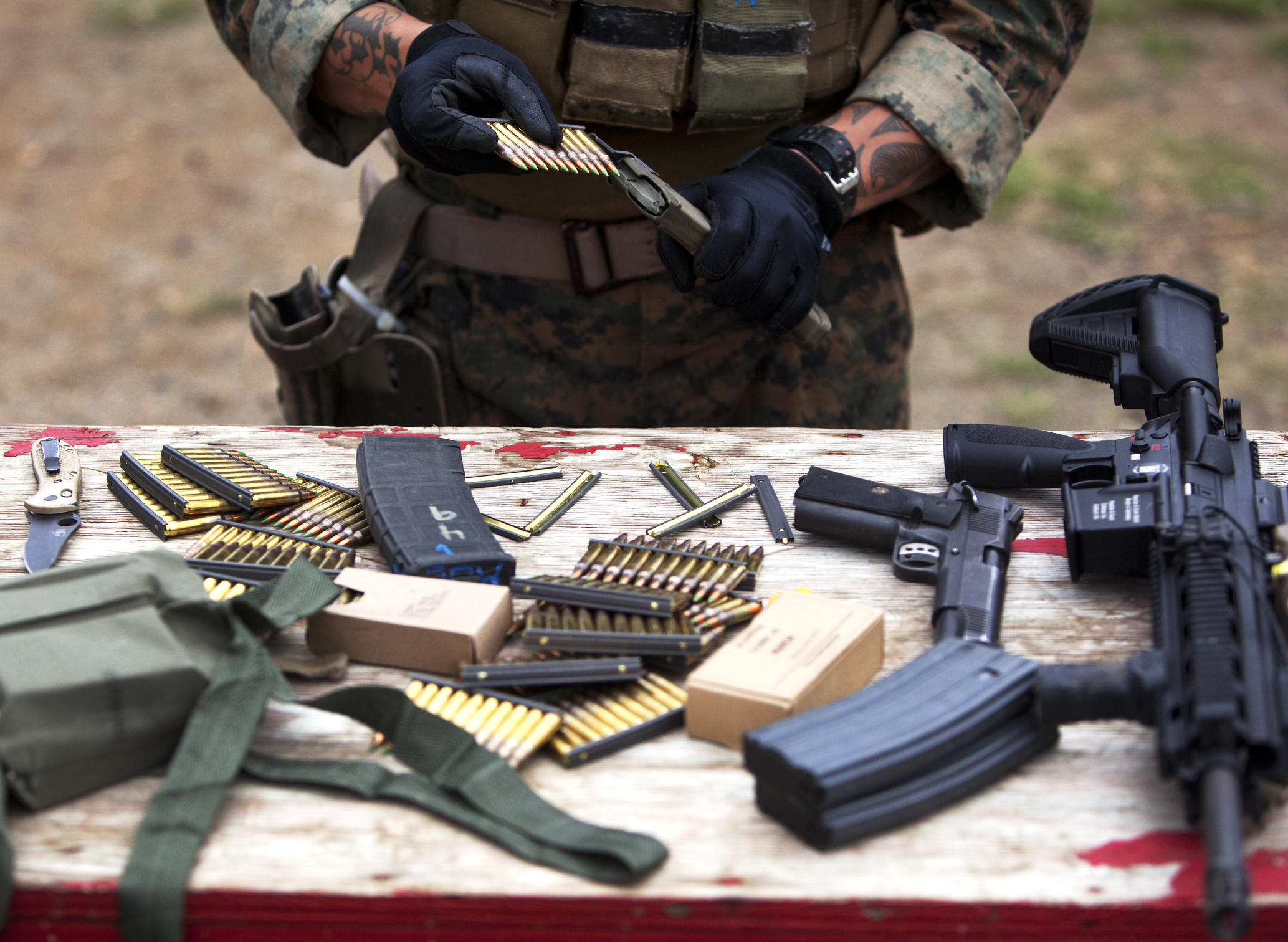
Caricatori a striscia per magazzini.

Di regola, veniva utilizzata solo per caricare i serbatoi, e tra le altre armi progettate per l'uso di stripper clip, sono compresi vecchi modelli di fucili: Mosin-Nagant, Lee-Enfield e Simonov SKS. Oggi non sono più costruite pistole che potrebbero sfruttare un sistema del genere, o armi lunghe che adottano il serbatoio fisso con questo tipo di ricarica, ma il sistema viene ancora usato moltissimo in campo di ricarica dei magazzini a scatola per i vari fucili d'assalto e di alcune mitragliatrici che usano anche i magazzini, i quali sono espressamente progettati e dotati delle apposite guide per stripper, come quelli per M14 e M16 (ad esempio).

#### Caricatore a telaio Mannlicher (en-bloc clip)

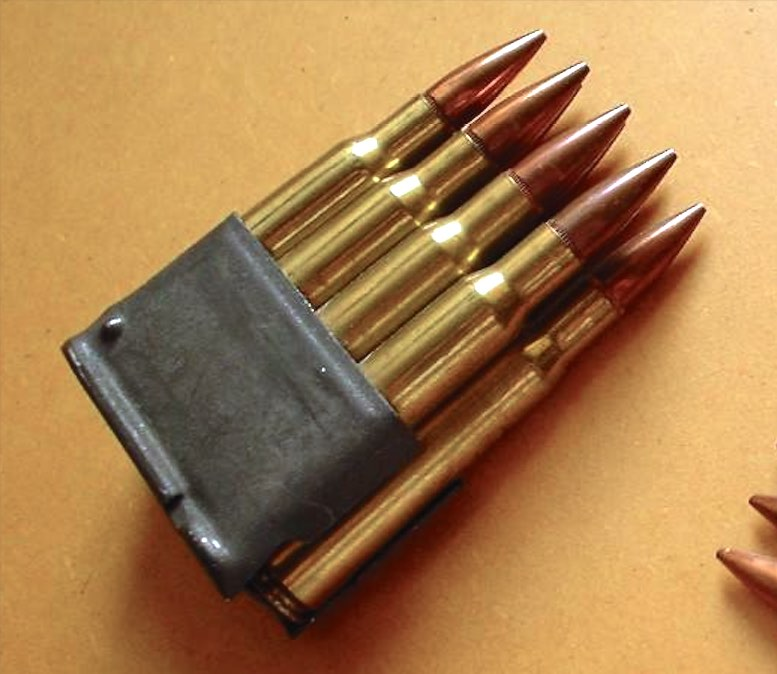
Caricatore a telaio, tipo Mannlicher.

Il caricatore a telaio venne inventato da Ferdinand Mannlicher per i suoi fucili, intorno alla metà degli anni 1880. Il sistema sembra esser stato sviluppato inizialmente per i due Mannlicher M1886 e M1888 ad otturatore scorrevole, e poi usato anche per i fucili ad otturatore girevole-scorrevole, come il tedesco Gewehr 1888 con serbatoio da 5 colpi (fino al 1905, poi rimpiazzato dal sistema a stripper clip) o l'italiano Carcano Mod. 91 da 6 colpi, ma anche in alcuni fucili semiautomatici, come il M1 Garand da 8 colpi; tuttavia, oggi dopo la fune della seconda guerra mondiale questo sistema è molto meno comune che in passato.

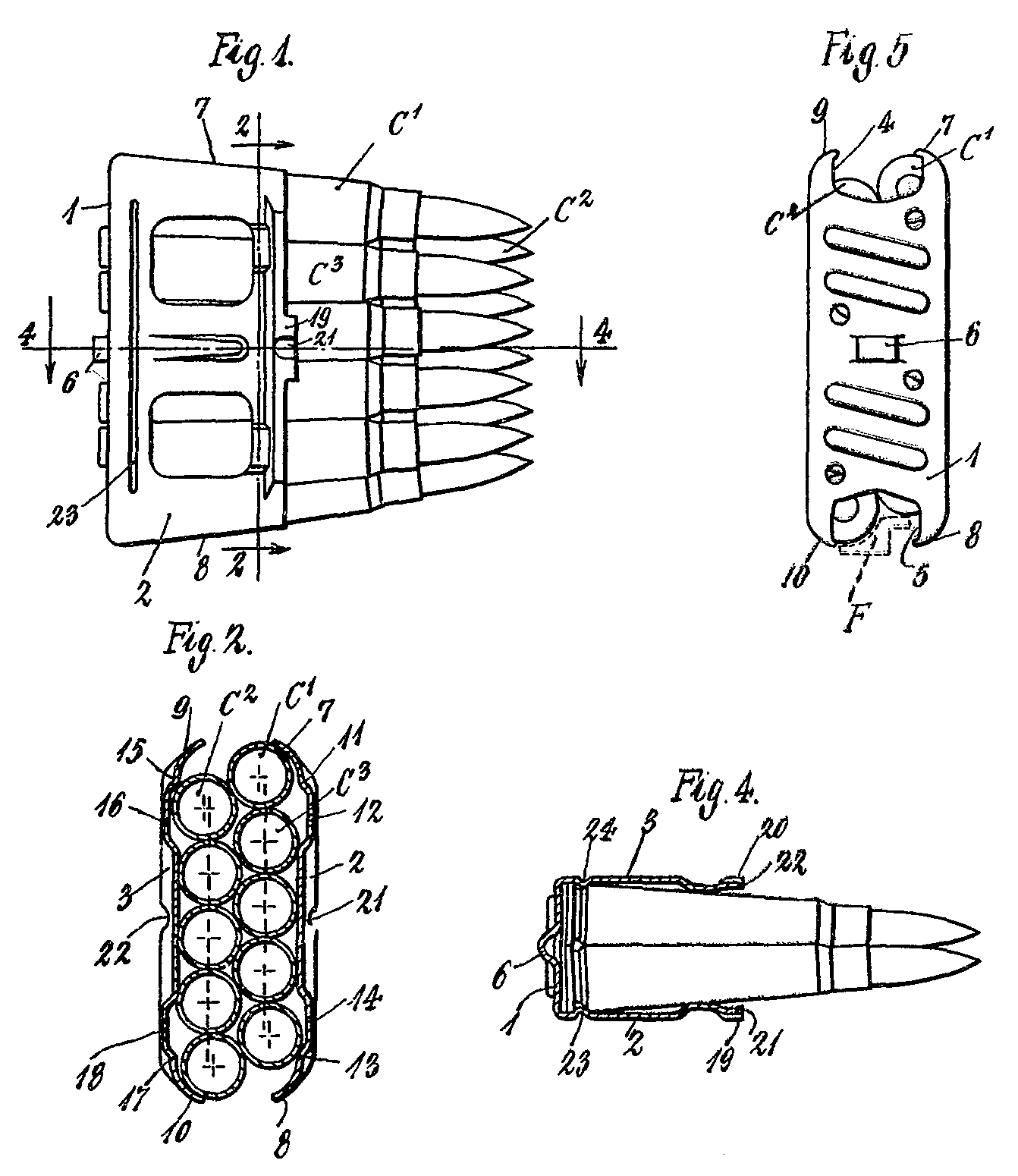
Schema Pedersen, per il brevetto degli anni 1920.

Si tratta di un "pacchetto" di proiettili che viene inserito direttamente nell'arma, e in molti casi il telaio viene espulso dalla finestra di caricamento prima di iniziare a sparare, oppure cade dal fondo del serbatoio, una volta che l'ultima cartuccia è stata camerata o sparata.
Questo sistema è stato adottato anche su fucili quali il Mondragón messicano, i Berthier Mle 1890 e Fusil Automatique Modèle 1917 francesi, i Vetterli-Vitali Mod. 1870/87/16 italiano, i Mannlicher romeni, olandesi, portoghesi e austro-ungarici, il FÉG 35M ungherese, gli americani M1895 Lee Navy, M1 Garand e Pedersen T1E3. 
I telai Mannlicher austriaci erano unidirezionali, ma il Gewehr 88 e il Carcano Mod. 91 impiegavano telai simmetrici, che potevano essere inseriti in entrambi i versi indifferentemente; lo stesso principio venne adottato sull'M1 di John Garand.

#### Speedloader per revolver

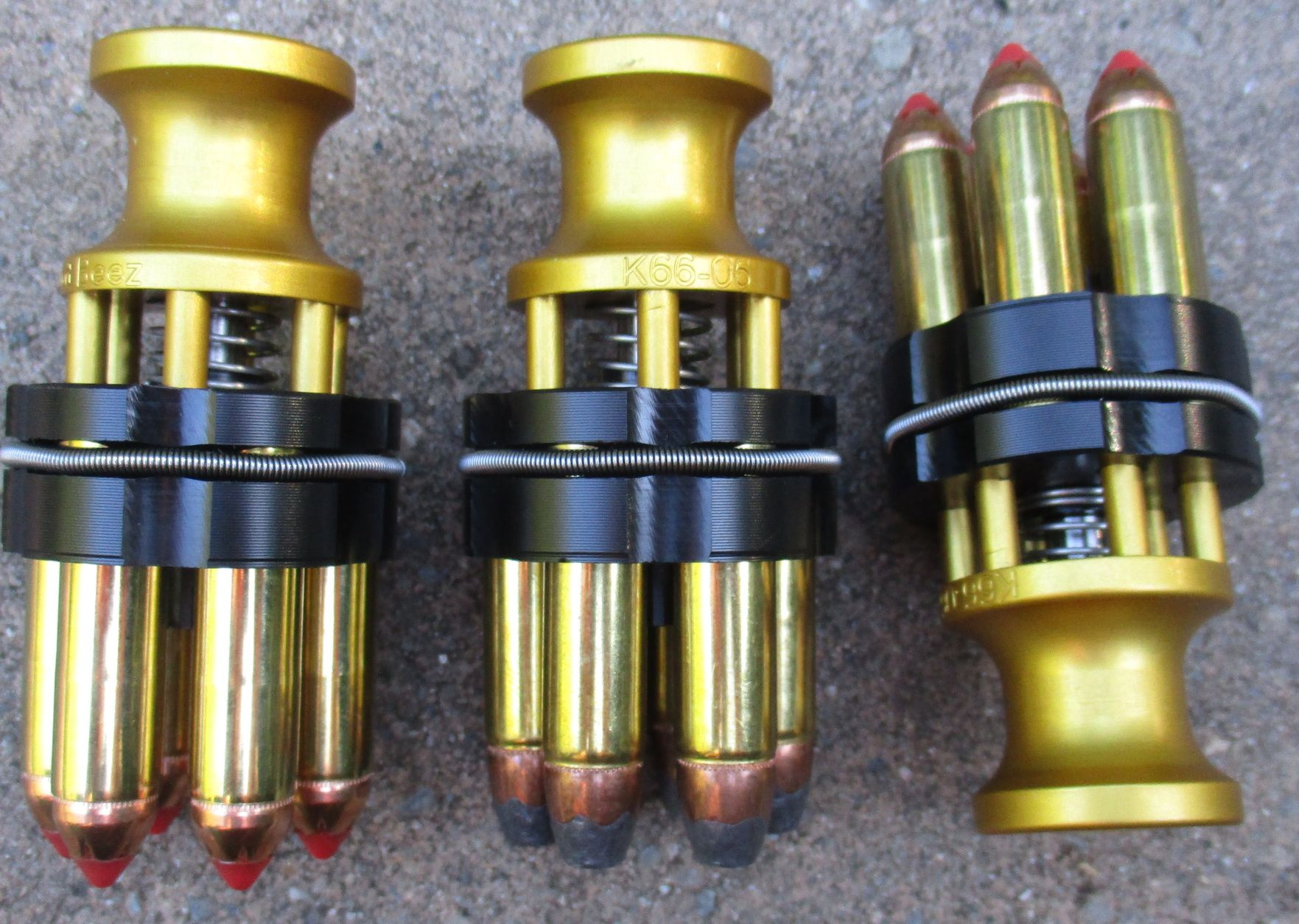
Carichino per tamburi.

Dal momento che fu inventata la pistola automatica, la rivoltella evidenziò le sue caratteristiche di “arma lenta” (nella ricarica) e a bassa capacità di colpi di riserva. Allo scopo di velocizzare almeno la ricarica del tamburo, fu ideato un lo speedloader; tale sistema viene tuttora usato, anche dalle forze di polizia o truppe speciali, che utilizzano la rivoltella come arma di ordinanza.

Un altro strano accessorio per il revolver, che sembrerebbe una sorta di caricatore rapido dei tamburi (ma non lo è), è la clip a stella e la clip a mezzaluna o a lunetta.

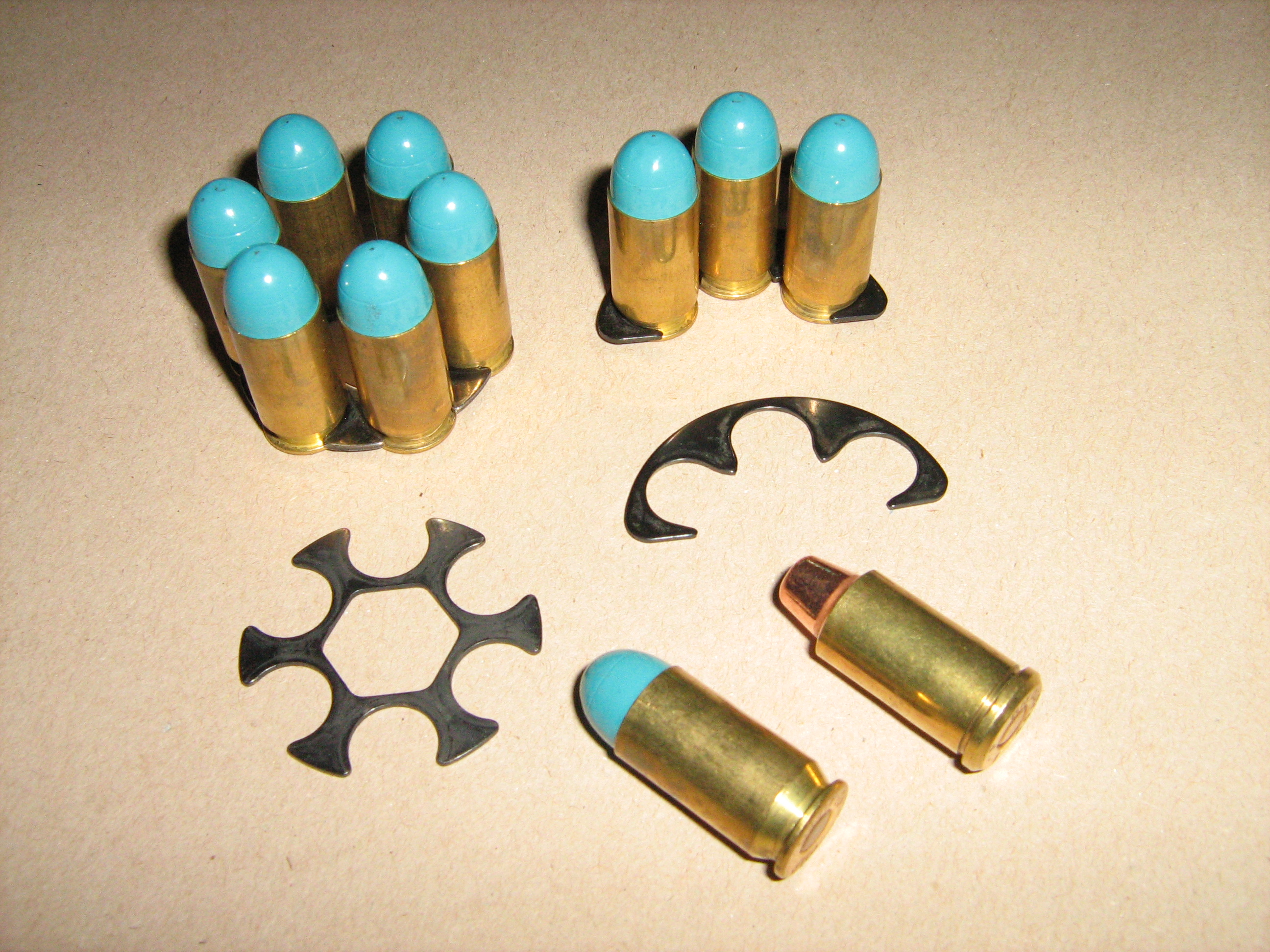
Clip a stella (a sinistra) e a mezzaluna (o lunetta)

Le armi a tamburo necessitano di cartucce particolari (dette, rimmed o flangiate) con il collarino del fondello più largo del bossolo; di contro, le cartucce per armi automatiche sono in genere senza collarino (rimless o non-flangiate), e sono costruite espressamente in questo modo per evitare inceppamenti durante l'alimentazione dell'arma dai magazzini. Al netto di ciò, quando si è voluto utilizzare le cartucce per armi automatiche sulle rivoltelle (ad esempio, la .45 ACP o la 9 Parabellum), è stato necessario ideare ed utilizzare queste clip a mezzaluna o a lunapiena, per ottenere il corretto e necessario adattamento della munizione all'interno del tamburo. 
Questo accessorio potrebbe essere considerato un altro tipo di "telaio" o di "striscia circolare" per caricare le cartucce nell'arma, ma in effetti non fa parte propriamente dei caricatori - nonostante permetta di inserire nel tamburo più cartucce alla volta e più rapidamente (un lato positivo, indubbiamente), rispetto al doverle inserire una alla volta - è stato ideato solamente per consentire di utilizzare le munizioni progettate per le pistole automatiche, sulle pistole a tamburo. Inoltre, questi accessori devono permanere nell'arma fino alla ricarica successiva. 

### Serbatoio (o caricatore fisso)

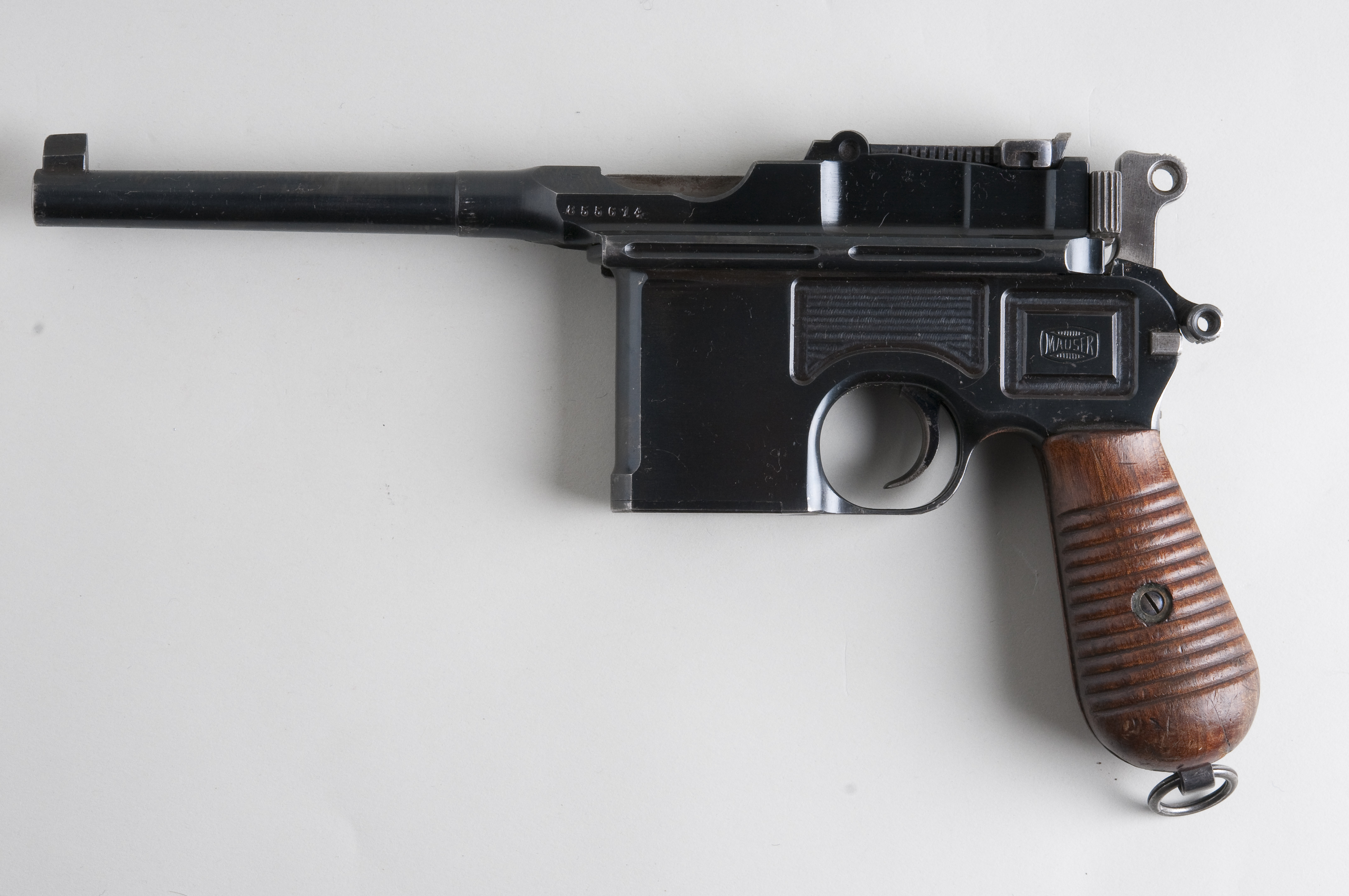
Mauser C96

I caricatori fissi sono detti anche serbatoi e sono parte dell'arma o stabilmente fissati ad essa (eventualmente, amovibili solo con l'uso di attrezzi) e servono a contenere i colpi di riserva, una volta caricati manualmente (uno dopo l'altro) o tramite appositi caricatori a telaio o a striscia. Generalmente hanno capienze modeste, tra 5 e 10 colpi, e di solito, sul fondo del serbatoio c'è un sistema molla-piastrina elevatore, che provvede a spingere le cartucce verso la camera di cartuccia, fino all'ultima. I serbatoi possono avere forma di scatola o essere tubolari, ma bisogna considerare come serbatoi anche tutti quei contenitori con cartucce di riserva, espressamente parte dell'arma, tipo i tamburi dei revolver, le tramogge delle mitragliatrici o i vari contenitori fissi, situati nella prossimità dell'arma stessa.

#### Serbatoio a scatola

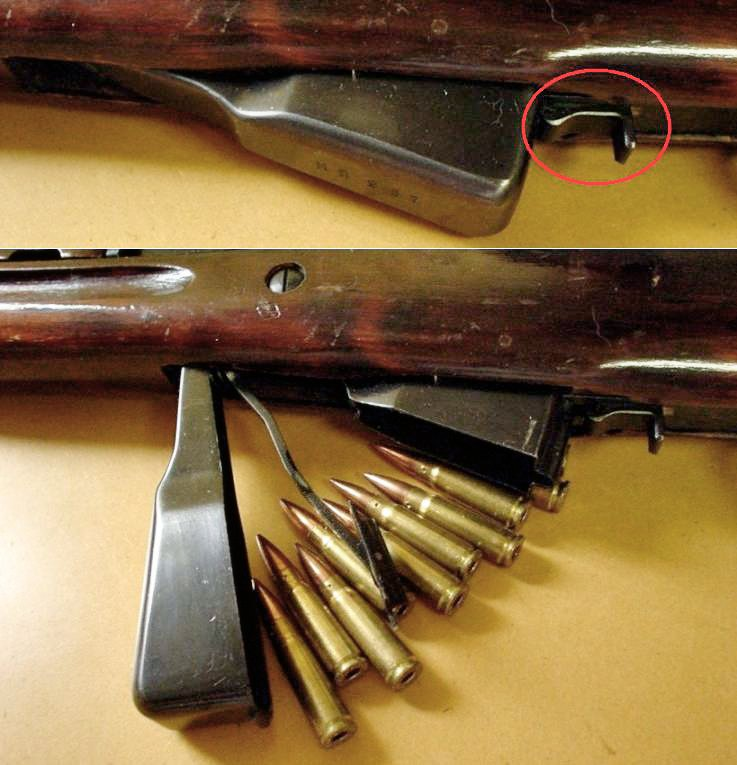
Serbatoio fisso da 10 colpi del SKS, chiuso e aperto.

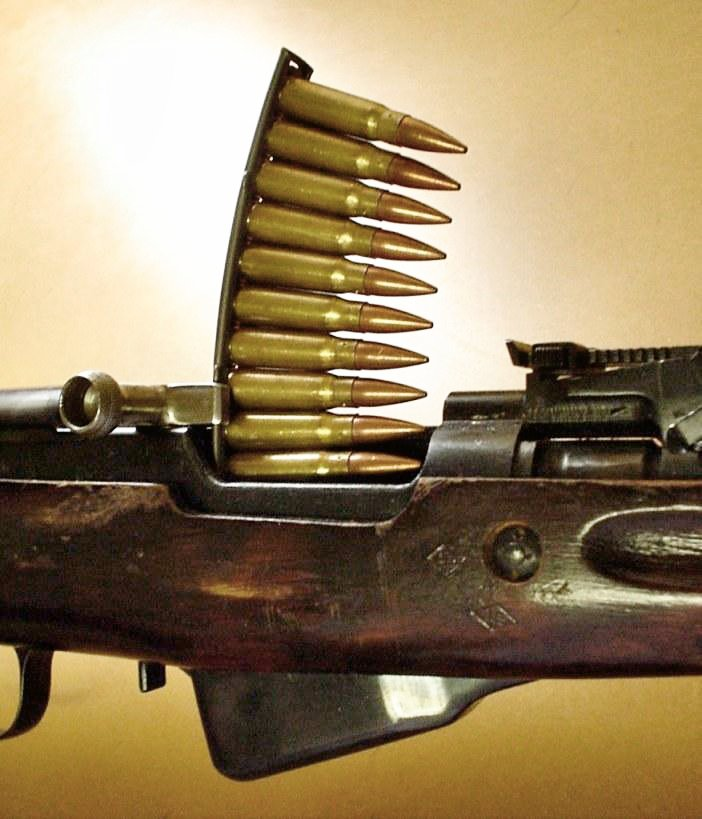
Carica del serbatoio SKS con striscia (stripper).

Il serbatoio a scatola (di varie forme) è solitamente perpendicolare alla camera di scoppio e posizionato inferiormente, sotto l'otturatore (es, fucili bolt-action), oppure lateralmente (es, mitragliatrici), o anche superiormente all'arma. Alcuni esempi di celebri fucili con serbatoio a scatola, sono il Lee-Enfield britannico, il M1 Garand e il Kar98k. Anche il fucile d'assalto Simonov SKS (nelle foto), possiede un serbatoio fisso ma con fondo apribile, dove l'evoluzione dell'arma sfocerà nel più famoso e conosciuto Kalašnikov AK-47, il quale adotterà un magazzino a scatola amovibile. Molti fucili di precisione possiedono un serbatoio fisso, con capacità di 5 colpi (o da 3 a 10).

#### Serbatoio tubolare
Il serbatoio tubulare, come indica il termine, ha la forma di un tubo, è usato solo nei fucili e solitamente è parallelo alla canna e posizionato sotto ad essa, oppure nel calcio. I primi modelli di fucili a ripetizione manuale, sia bolt-action che a leva, e la maggior parte dei moderni fucili a canna liscia (sia a pompa che semiautomatici) sono provvisti di serbatoio tubulare. Ma il fatto che le cartucce vengano e restino posizionate nel serbatoio, ognuna con la punta del proiettile contro il fondello di quella precedente (e quindi contro la capsula a percussione), rende piuttosto alto il rischio di autoinnesco e danni al tiratore o a chiunque maneggi l'arma, durante uno scossone/botta/colpo o al rinculo di uno sparo; per cui, le munizioni a percussione centrale per questi fucili, sono quasi sempre cartucce a pallini o comunque con punta piatta (wadcutter). Questo è un importante fattore che limita il serbatorio tubolare, e in più, la ricarica è piuttosto lenta, in quanto ogni colpo deve essere inserito singolarmente.
 

Il primo fucile a ripetizione, efficiente e prodotto in massa, ad impiegare un serbatoio tubolare integrato nell'arma, fu lo schioppo a vento Gilardoni (ad aria compressa), impiegato dall'esercito imperiale austriaco dal 1779 e dotato di un magazzino per 20 pallottole. 

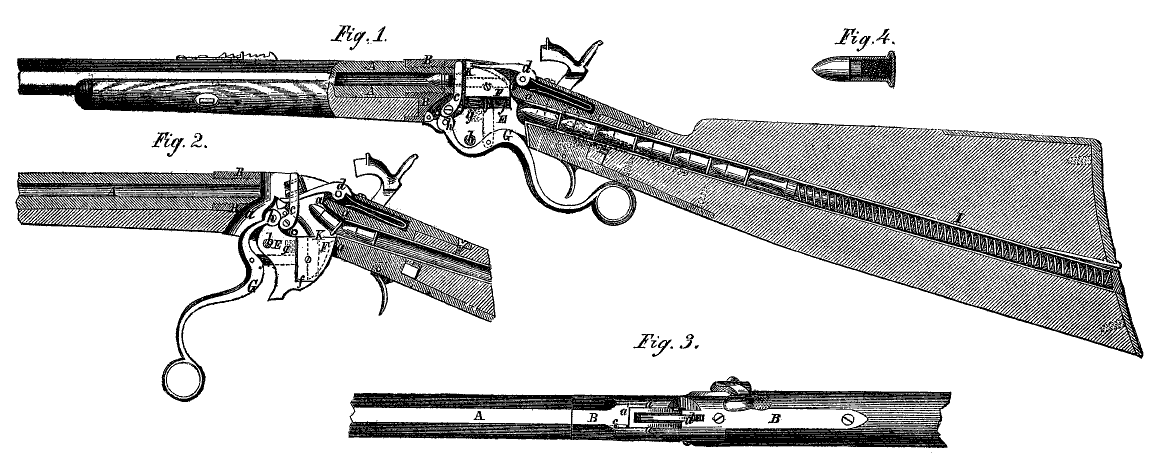
Fucile a leva Spencer, con serbatoio tubolare nel calcio.

Il secondo fucile con serbatoio tubolare ad ottenere un ampio successo fu lo Spencer del 1860, utilizzato durante la guerra civile americana. Il serbatoio era contenuto nel calcio invece che sotto la canna e impiegava una nuova cartuccia metallica rimfire. L'arma ebbe grande successo, ma la munizione rimfire poteva occasionalmente innescarsi nel serbatoio, causando la distruzione dello stesso e il ferimento dell'operatore.
Anche il fucile a leva Henry, sviluppato nel 1860 da Benjamin Tyler Henry, usava un magazzino tubolare per le cartucce metalliche; fu prodotto dalla New Haven Arms Company fino al 1866. Venne adottato in piccole quantità dall'Unione durante la guerra di secessione americana, favorito dalla grande potenza di fuoco rispetto ai fucili standard monocolpo. Molti di questi vennero in seguito impiegati nel West e divenne famoso sia per l'impiego nella battaglia del Little Bighorn che per essere stato la base per lo sviluppo dell'iconica carabina Winchester, tuttora in produzione. I fucili Henry e Winchester entrarono in servizio in parecchi eserciti, compreso quello turco. Anche la Svizzera e l'Italia adottarono design simili.
Il fucile Lebel Modèle 1886 francese, aveva pallottole da 8 mm con punta piatta per meglio adattarsi al caricatore tubolare. Quando successivamente venne adottata una pallottola con punta aerodinamica (ad ogiva), dovette essere modificata la percussione centrale, per evitare autoinneschi. 
Un serbatoio amovibile venne brevettato nel 1864 dall'americano Robert Wilson: a differenza delle evoluzioni successive, questo caricatore alimentava un serbatoio tubolare ed era posizionato nel calcio del fucile.
Negli anni 1880, i nuovi fucili a otturatore girevole-scorrevole iniziarono a essere adottati dai militari, e spesso erano equipaggiati con serbatoi tubolari. Il Mauser Model 1871, originariamente monocolpo, in seguito venne modificato in Model 1884, con serbatoio tubolare. Il norvegese Jarmann M1884 venne adottato nel 1884 e impiegava questo tipo di serbatoio, come il francese Lebel Modèle 1886 con caricatore da 8 colpi.

#### Serbatoio a tramoggia

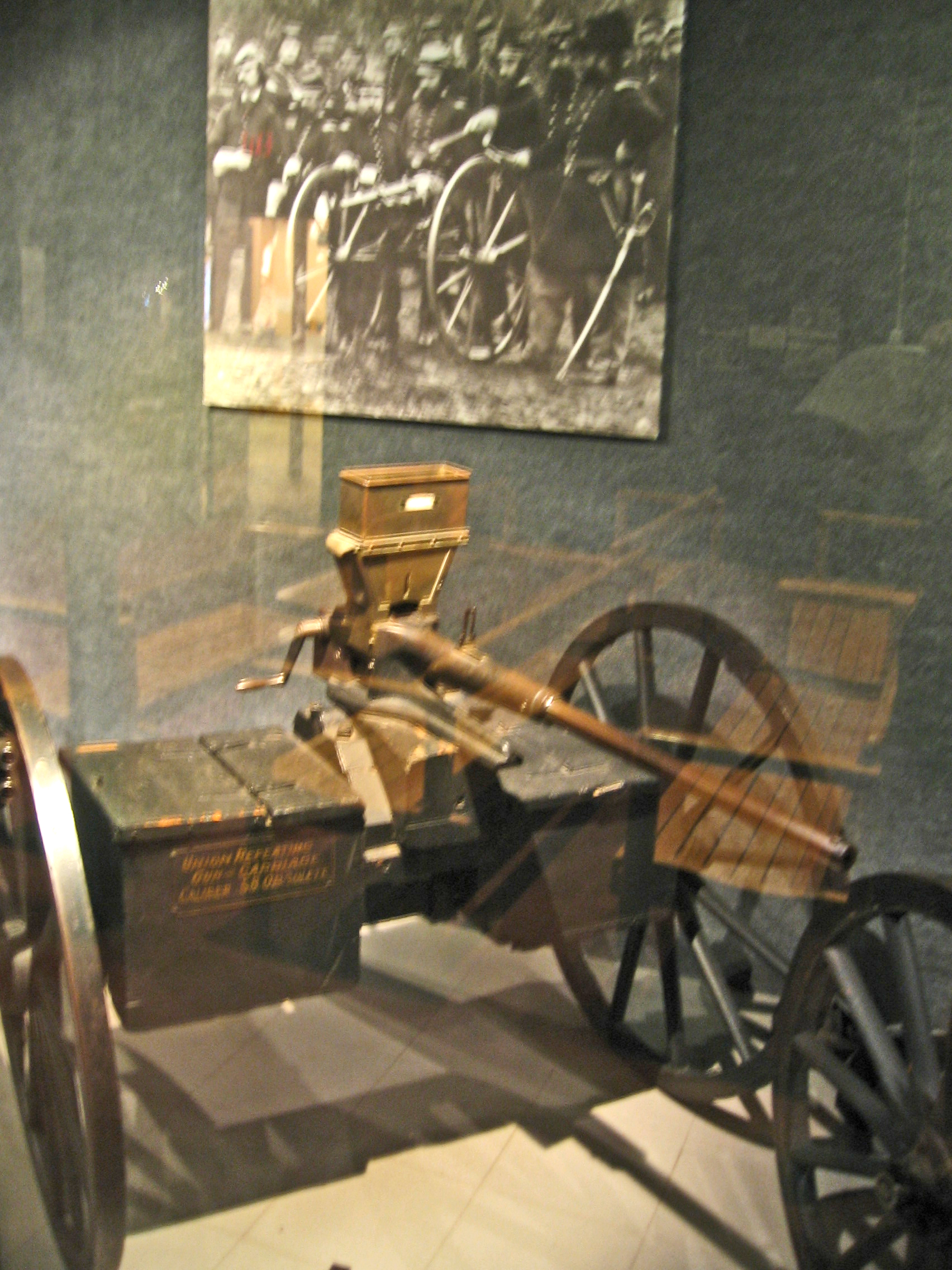
Mitragliatrice manuale Agar con caricatore a tramoggia.

Il caricatore a tramoggia o raccoglitore, è un serbatoio un po' anomalo, in quanto non è né chiuso né propriamente fisso all'arma, ma è removibile (anche se non serve a nulla rimuoverlo, se non per facilitare il trasporto dell'arma). Tuttavia, funziona allo stesso tempo da serbatoio e da caricatore, con invito per le cartucce, e rimane fisso finché l'arma è in funzione. Tecnicamente, consiste in una tramoggia a forma generalmente tronco-piramidale invertita, con feritoia di invito che si collega all'arma, lateralmente o dall'alto. Sfruttando la forza di gravità, permette l'inserimento di cartucce in sequenza già posizionate. 
Alcune armi che usano questo sistema, sono la mitragliatrice ad azionamento manuale Agar, detta "macinino da caffè" a causa della forma del caricatore e del funzionamento a manovella e, in tempi più recenti, la mitragliatrice leggera giapponese Type 11, con un caricatore a tramoggia laterale, alimentato da sei stripper clip da cinque colpi ciascuno, del tipo usato anche per il fucile d'ordinanza Type 38.

#### Serbatoio integrale

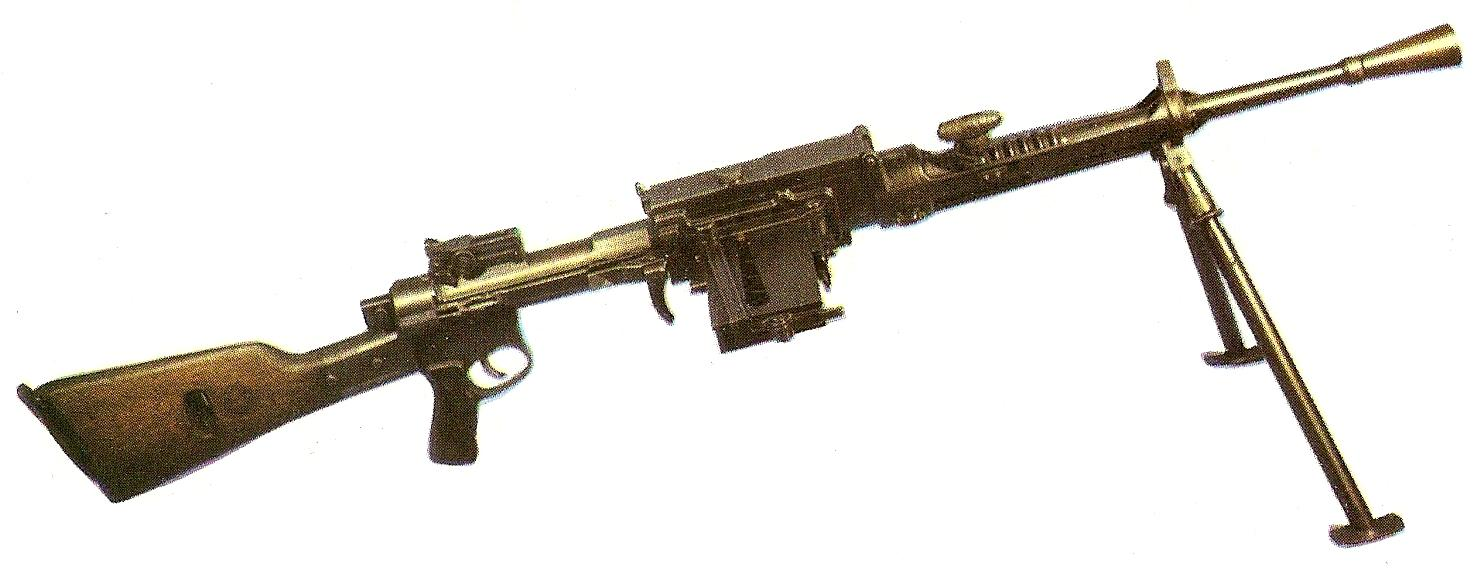
Breda Mod. 30 con caricatore integrale da 20 colpi

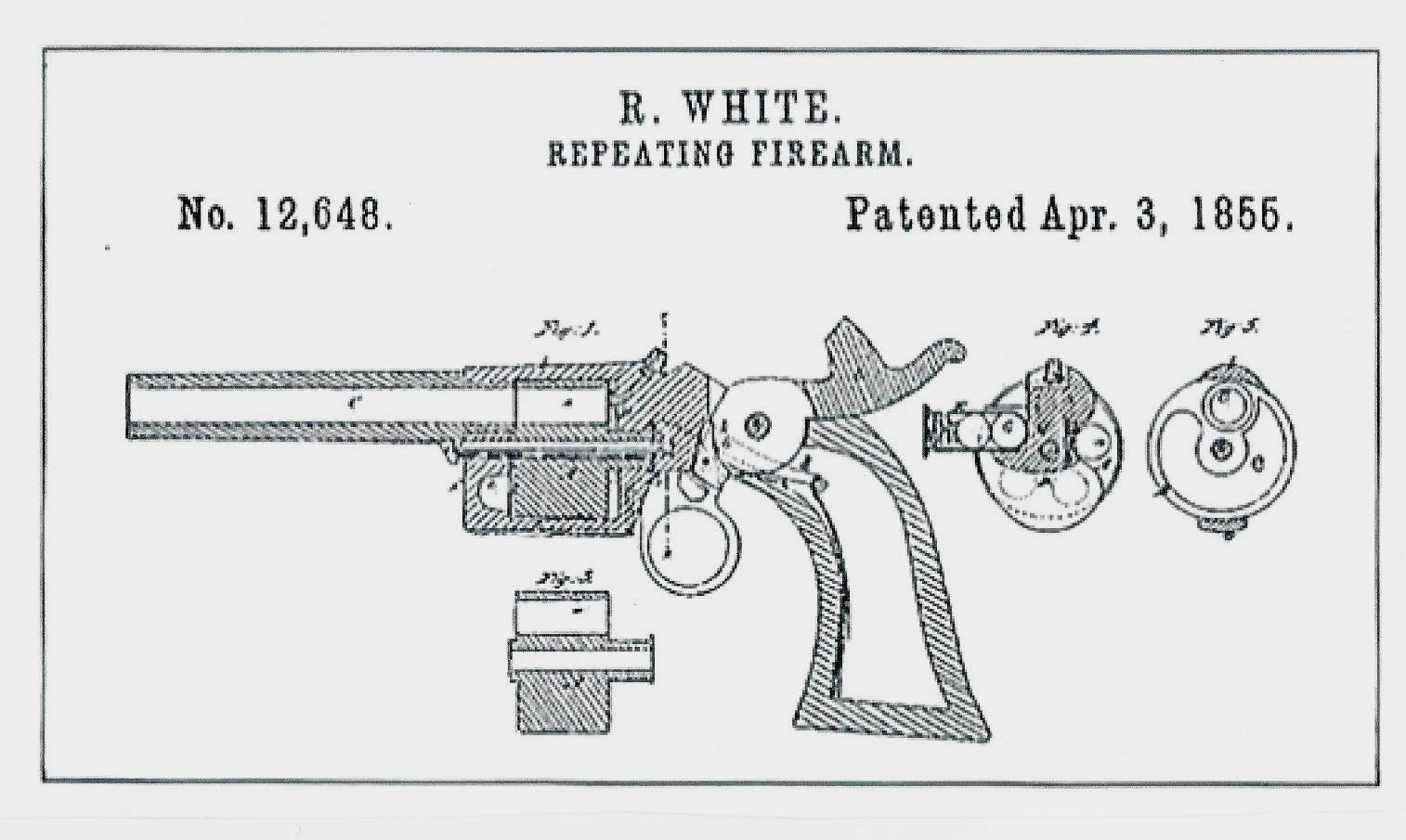
R. White brevetto

I primi due brevetti per serbatoi prismatici integrali, furono quelli di Rollin White nel 1855 e William Harding nel 1859. Un altro serbatoio prismatico, più simile agli attuali, venne brevettato nel 1867 in Gran Bretagna, da Mowbray Walcker, George Henry Money e Francis Little (brevetto n. 483). Nel 1879 e nel 1882, James Paris Lee brevettò un serbatoio prismatico che conteneva i colpi impilati verticalmente, che venne adottato dall'Austria sul fucile a otturatore scorrevole calibro 11 mm Mannlicher M1886, alimentato a clip di 5 colpi.

#### Serbatoio a tamburo

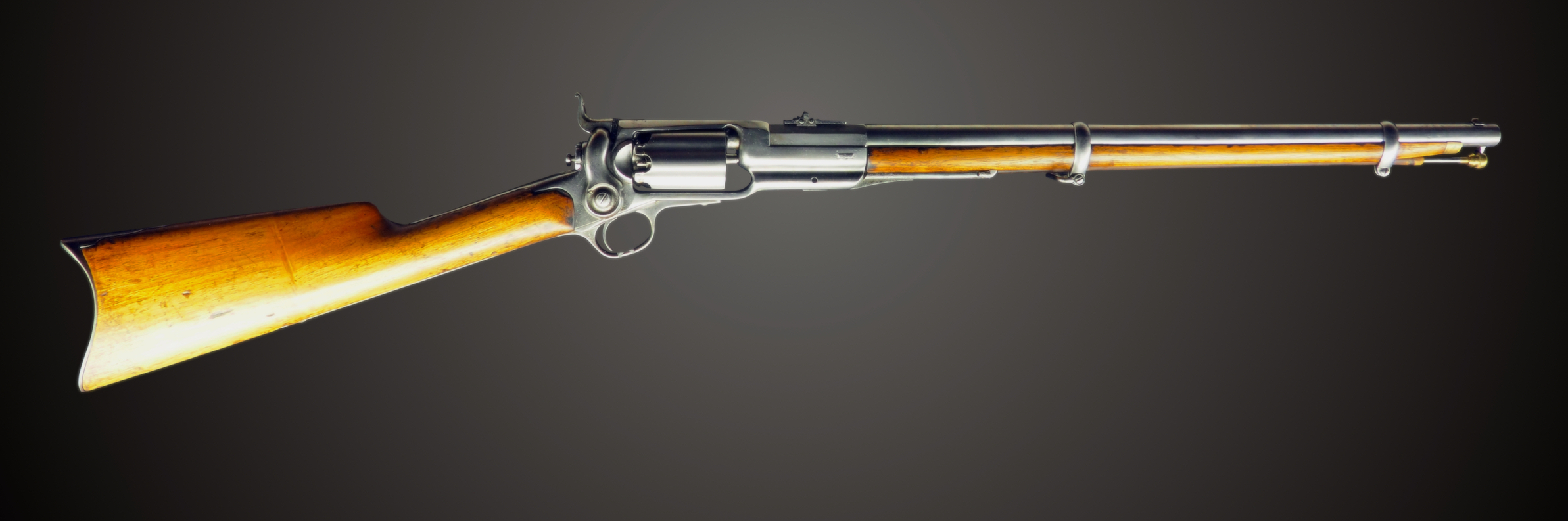
Carabina revolver 1855

Tra i serbatoi fissi dell'arma, non può mancare il tamburo delle rivoltelle o dei fucili a tamburo, poiché è una parte che generalmente non è removibile dall'arma, senza uso di attrezzi.

### Magazzino amovibile (o estraibile)
Questo è il tipo di caricatore più diffuso, che vanta il più largo impiego in ogni tipo di arma da fuoco leggera più moderna. La forma più adottata è quella a scatola e la capienza può variare tra i più piccoli da 5 colpi per pistola ai più grandi da 50 colpi circa, per fucili e mitragliatori leggeri, ma solitamente sono al massimo da 30 colpi, per migliorare l'efficienza dei componenti. I magazzini amovibili esistono di varie forme (a scatola, a stecca, a tamburo, a piatto, elicoidale e a rocchetto) e sono dei veri e propri dispositivi a sé stanti, estraibili o amovibili dall'arma, per essere sostituiti velocemente una volta scaricati, con altri magazzini carichi (mantenendo alto il volume di fuoco), oppure per essere ricaricati a loro volta, più o meno manualmente. Il magazzino amovibile (soprattutto quello a scatola bifilare) è una soluzione tra le più efficienti ed economiche, riguardo l'alimentazione delle armi da fuoco.

#### A scatola, mono o multi-filare
Il caricatore a scatola è caratterizzato dalla forma parallelepipeda (non perfetta) del telaio, contiene le cartucce disposte su una o più file verticali ed una molla che appoggiata sul fondo, tramite l'elevatore, spinge i colpi verso la camera di cartuccia (come nei serbatoi). 

Il magazzino monofilare è oggi considerato un caricatore ridotto, che contiene un numero di colpi modesto, tra 5 e 10, ed è più spesso usato nelle pistole semiautomatiche di piccole dimensioni, per difesa personale o per il porto occulto, come la Walther PPK o la Beretta M34, ma in passato era lo standard anche sulle più famose pistole da guerra, come ad esempio la Luger Parabellum (8 colpi da 9 mm) e la Colt M1911 (8 colpi da .45 pollici).

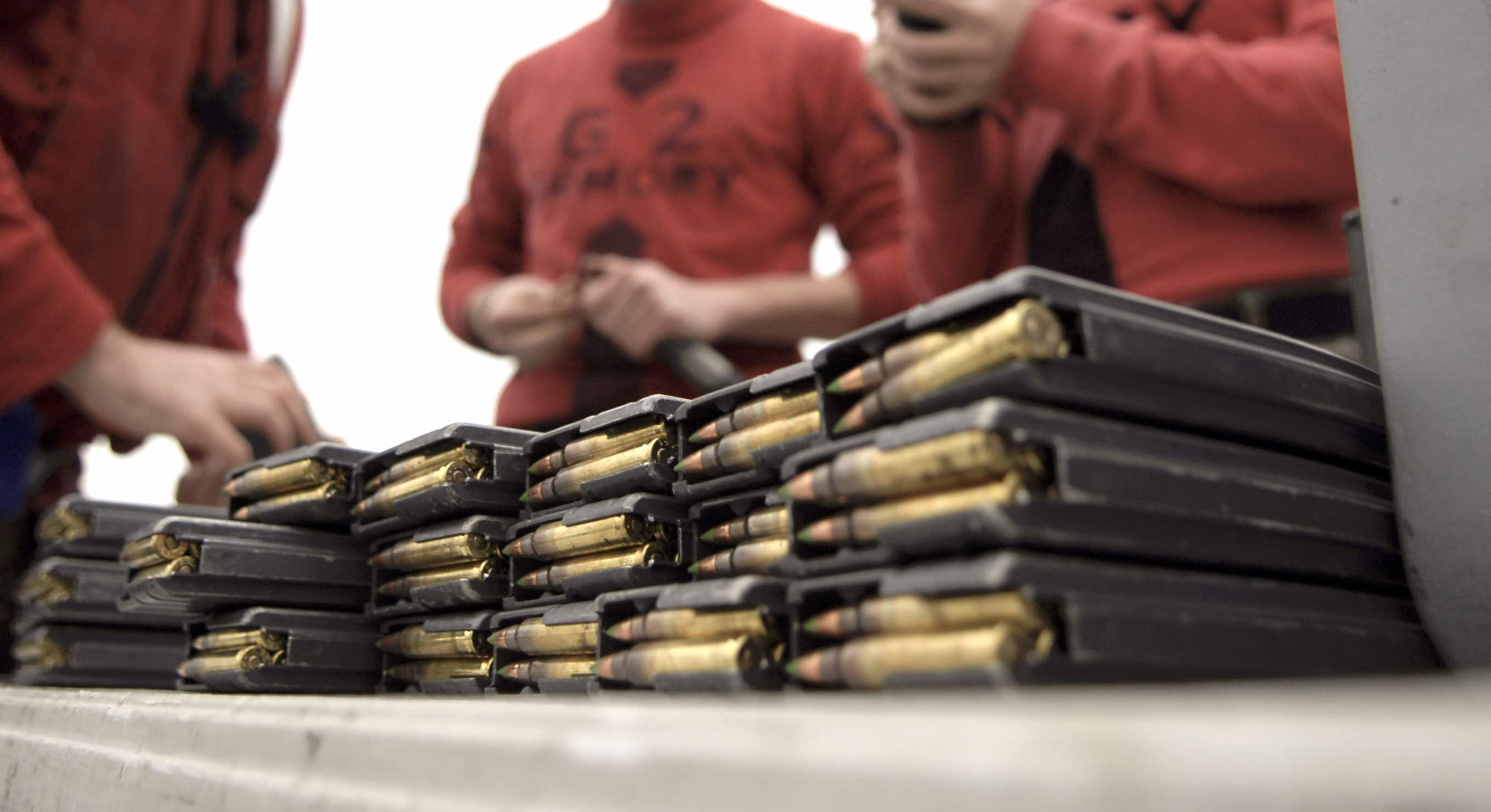
Magazzini bifilari, carichi, per fucile M16.

Il magazzino bifilare è il tipo più usato di caricatore a scatola, sia sulla maggior parte delle pistole, che dei fucili semiauto, e può contenere un maggior numero di proiettili, che solitamente non supera i 18 colpi nelle pistole e i 30 colpi nei fucili, anche se ci sono le dovute eccezioni. I colpi all'interno sono disposti a zig-zag su due file, e vicino alla bocca presenta un restringimento in modo da permettere l'uscita di una sola cartuccia alla volta. Tuttavia, tra questi magazzini ci sono quelli detti "a presentazione singola" e quelli detti "a presentazione sfalsata", come è la maggioranza dei caricatori per armi automatiche, dove le cartucce si presentano leggermente più sfalsate e meno centrate, e quindi l'azione di caricamento potrebbe risultare un po' più delicata e soggetta ad inceppamenti.  

Quadrifiliare per SITES Spectre M4

Sono stati prodotti anche magazzini quadrifilari, ad esempio per il mitra italiano SITES Spectre M4, da 30 o 50 colpi. Esistono anche caricatori STANAG quadrifiliari, pur essendo usati di meno.

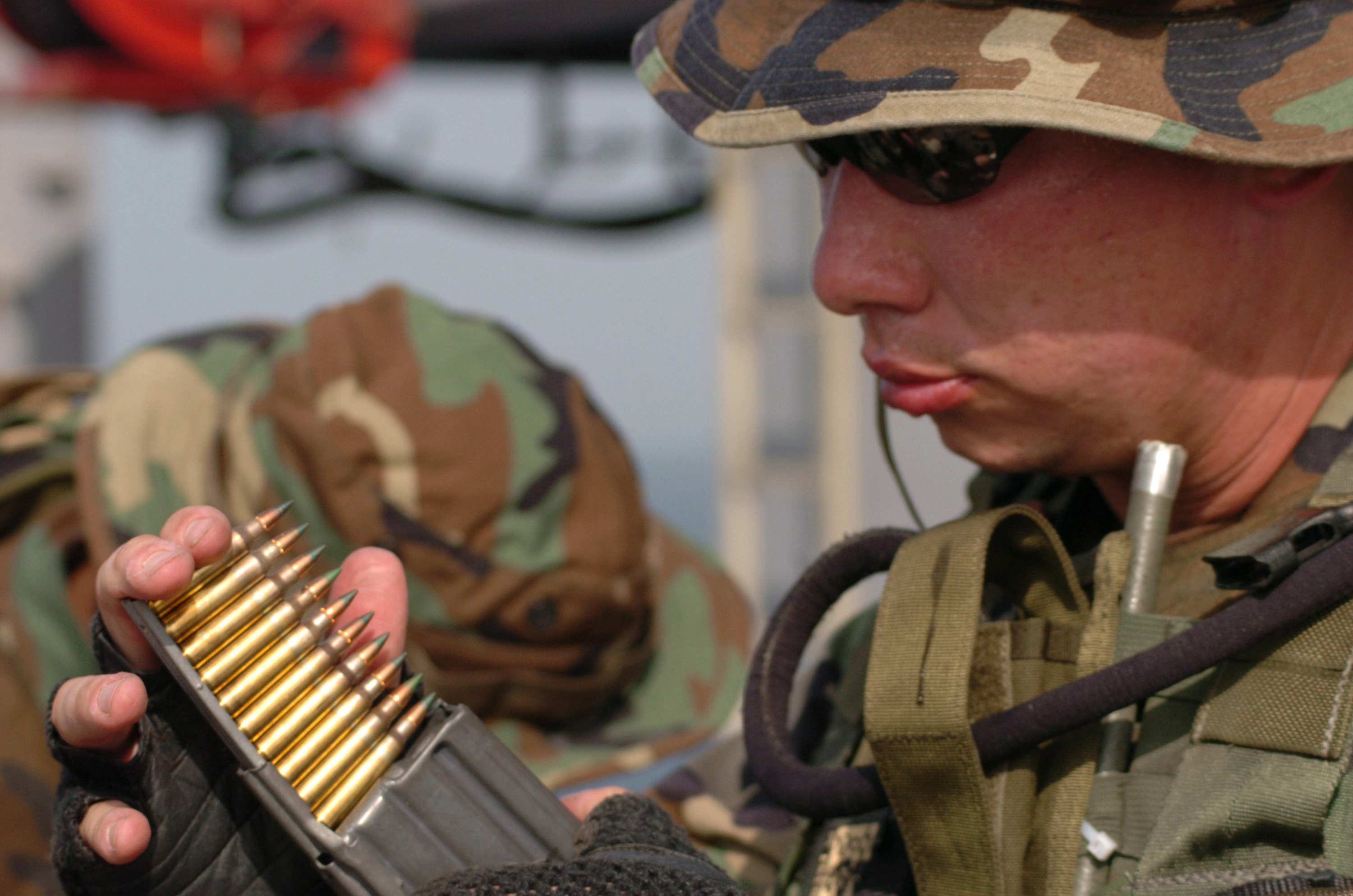
Soldato che ricarica manualmente un magazzino STANAG per M16, tramite una stripper-clip Mauser.

Una tipologia degna di nota è il caricatore STANAG, frutto della STANdardisation AGreement, cioè una serie di caricatori di vario tipo (scatola bifiliare, quadrifiliare o a tamburo) e capienza (20, 30, 60, 100 colpi e altri) creati dopo l'introduzione della cartuccia 5,56 × 45 mm NATO nella NATO, usati in una vasta serie di fucili d'assalto di varie nazioni.

#### A stecca (o orizzontale)

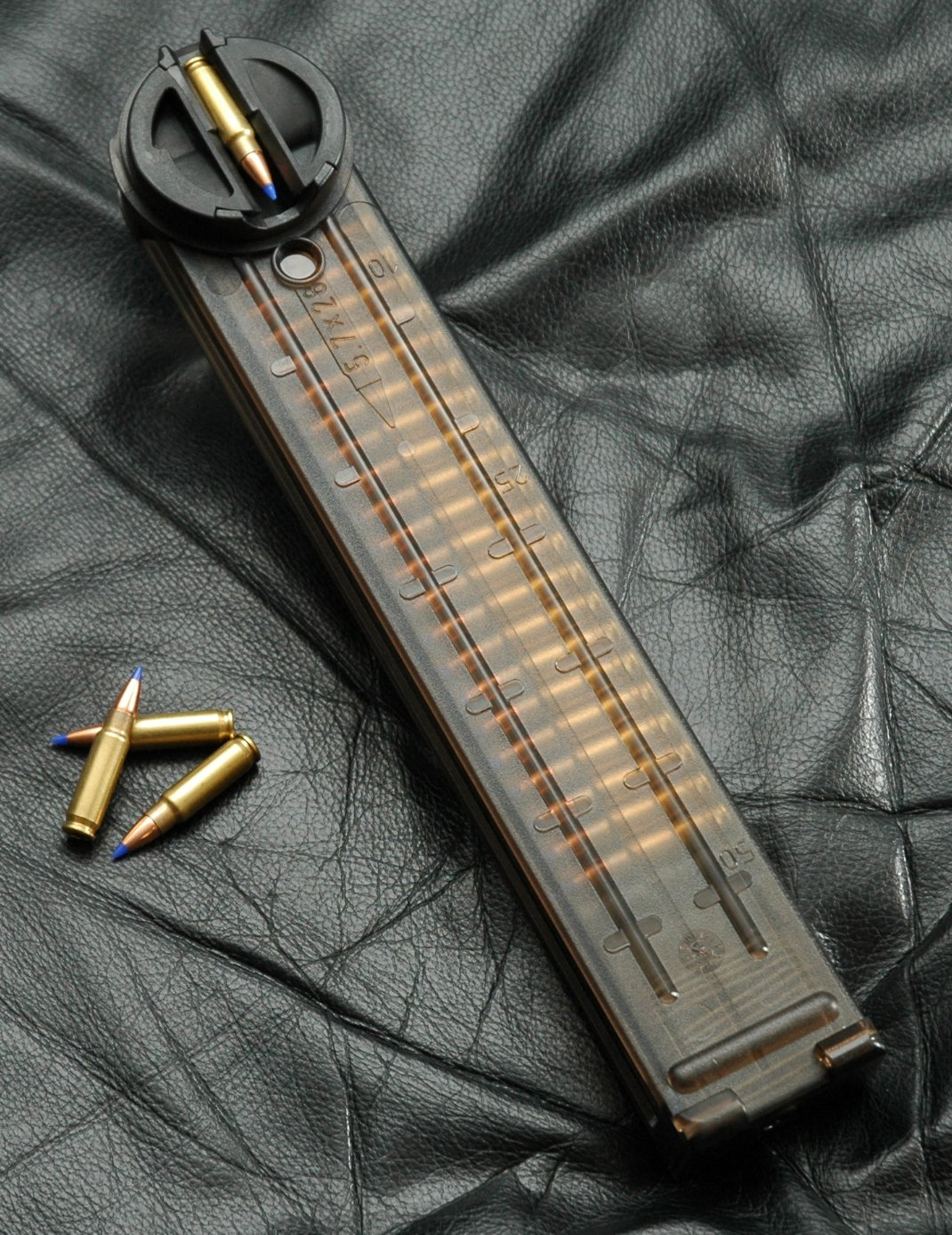
A stecca, per FN P90

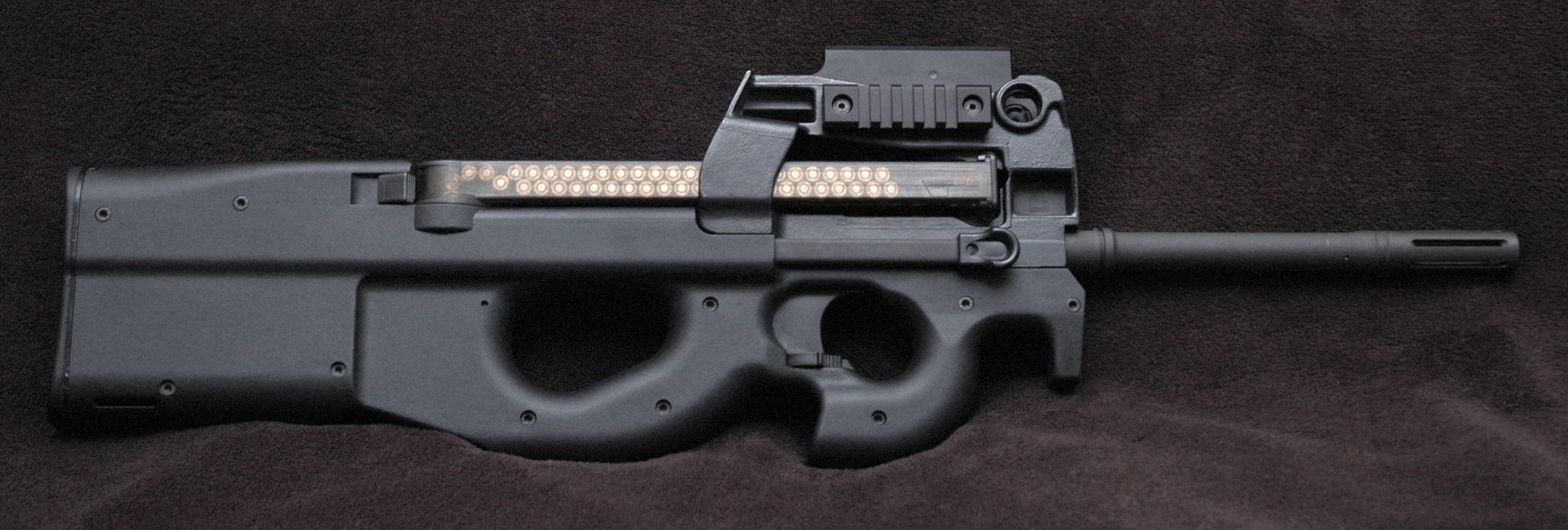
Magazzino a stecca bifilare.

In questo caso, è un magazzino a scatola bifilare da 50 colpi, costituito di materiali polimerici misti, con cartucce disposte in senso perpendicolare all'asse della canna e con la punta verso sinistra. Viene usato per ora solo nel Personal Defense Weapon FN P90 (un'arma a configurazione bullpup), ed è particolare, in quanto è posto sopra l'arma e parallelamente ad essa. Per funzionare usa un meccanismo a rampa di caricamento con spirale fissa, nella quale le cartucce vengono ruotate di 90° in prossimità della bocca di versamento, quindi a punta in avanti, per il caricamento corretto. C'è da dire che le munizioni sono piccole e leggere, le FN 5,7 × 28 mm, come l'arma stessa, e questo aiuta ad ottenere facilmente un numero maggiore di cartucce per magazzino.

#### A tamburo

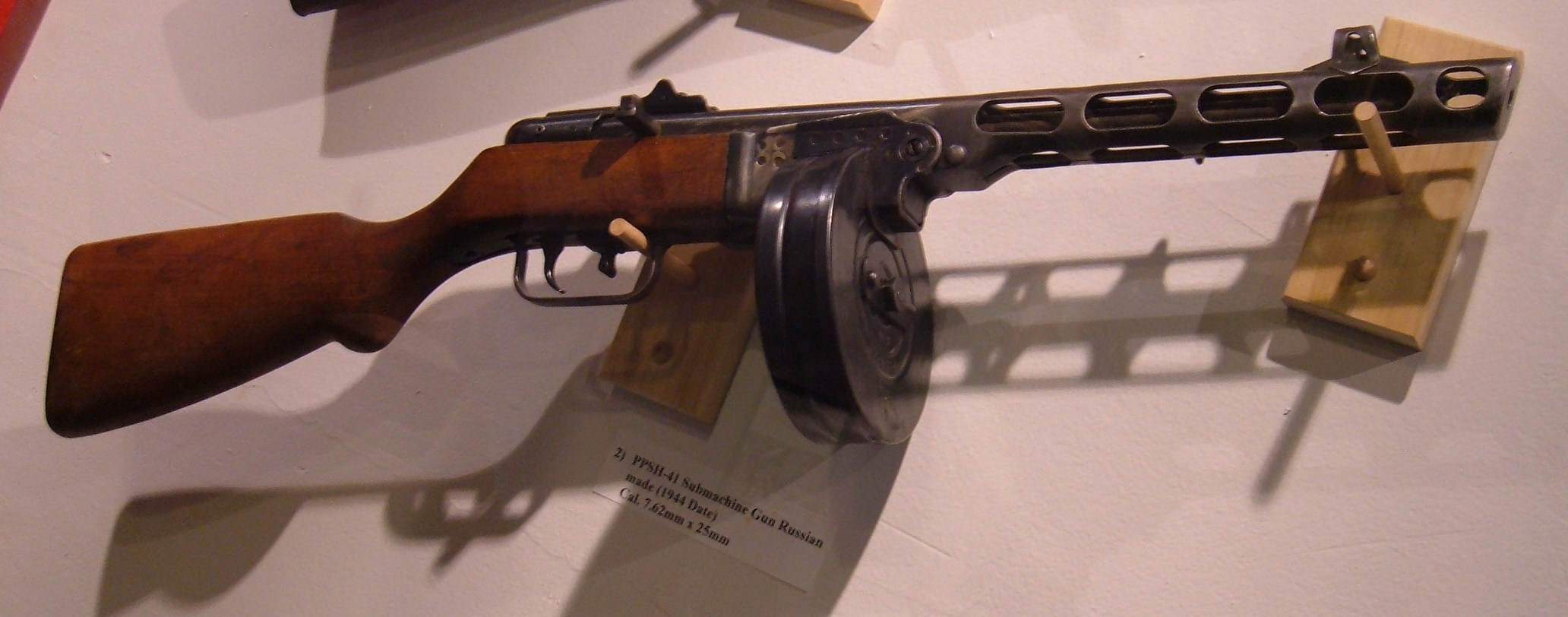
Un PPŠ-41 con caricatore a tamburo

Anche se il nome riporta al tamburo dei revolver, questa tipologia di caricatore è un magazzino a scatola cilindrica che ricorda un tamburo molto grande, per cui funziona solo come contenitore, simile ai magazzini lineari, ma di forma circolare. Era tipico dei primi Thompson e del PPŠ-41, con capacità massima fino a 71 cartucce, ma essendo un caricatore complesso di peso eccessivo e con difficoltà di riempimento e manutenzione (alcuni tipi dovevano essere caricati come un orologio, con il rischio di ferimento delle dita), oggi viene usato più raramente e quasi esclusivamente per le armi di supporto leggere o fissate ad un supporto. 

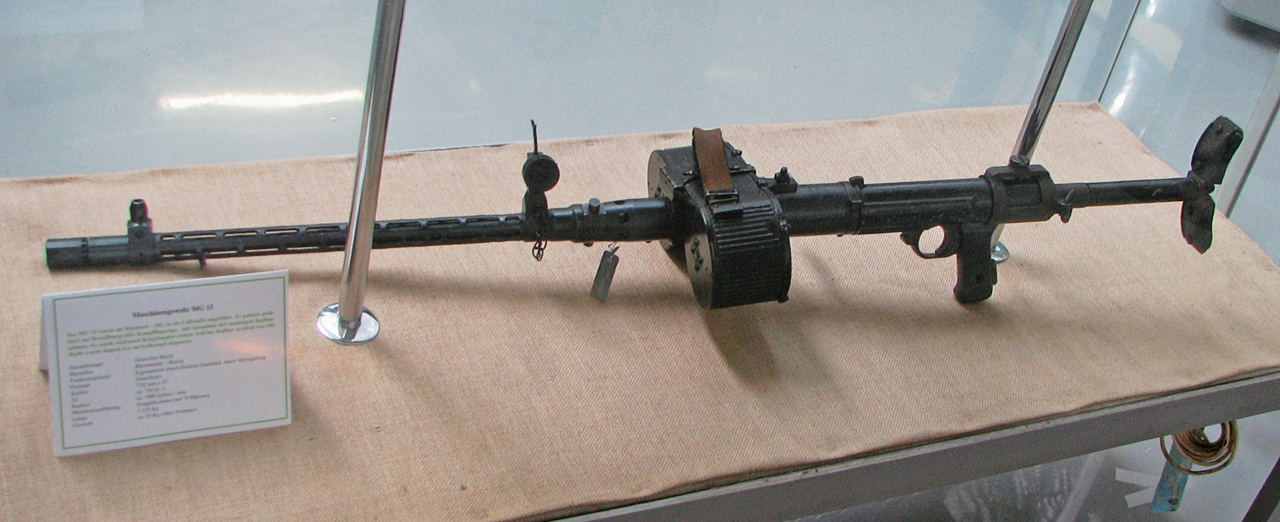
Una MG 15 con caricatore a sella

Una variante particolare è il C-Mag, che utilizza un doppio tamburo parallelo detto a sella, che può contenere anche 100 colpi, con un peso più leggero e meglio bilanciato. Usato ad esempio sulla MG 15 e HK G36.

#### A piatto

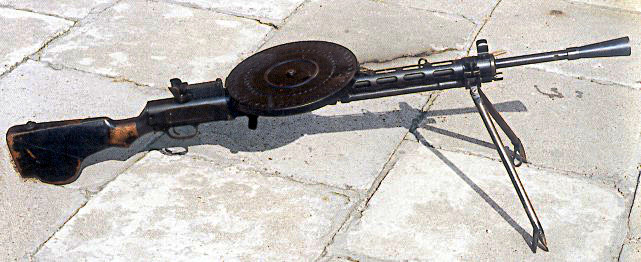
Caricatore a piatto su di una mitragliatrice Degtjarëv

maccanismo automatico a piatto della mitragliatrice Lewis

I caricatori a piatto sono simili a quelli a tamburo, ma invece che essere messi verticalmente sotto l'arma, sono messi orizzontalmente sopra, e i proiettili, invece che puntati in avanti sono girati verso il centro del piatto. 
Due armi conosciute che utilizzano i caricatori a piatto, sono la mitragliatrice Lewis e la Degtjarëv, dove la capienza è tra i 47 e i 97 colpi. 
A causa della tendenza ad incepparsi, il caricatore a piatto non vien più utilizzato dal secondo dopoguerra.

#### Elicoidale

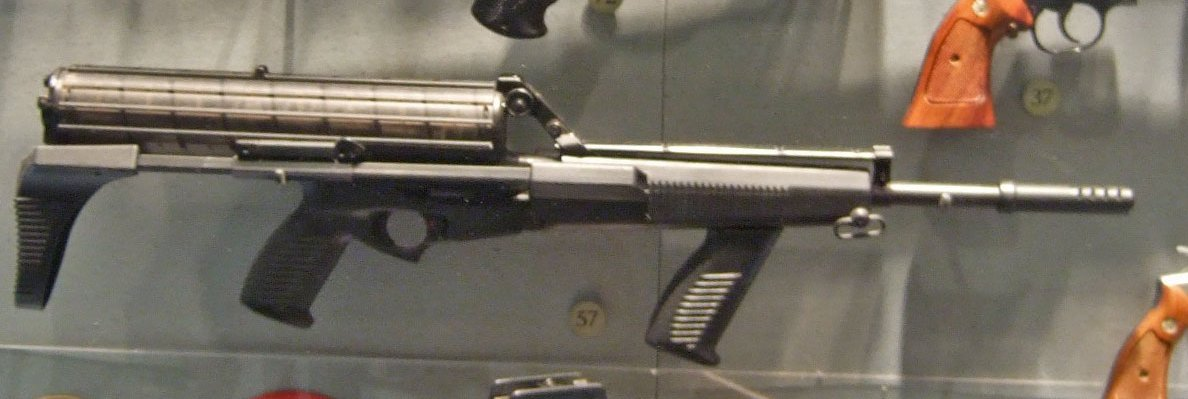
Calico M960 SMG con caricatore elicoidiale.

Il caricatore elicoidale è molto raro, contiene i proiettili in una spirale all'interno di un caricatore cilindrico, situato sopra o sotto la canna. Questa tipologia permette una ampia capienza, fino anche a 100 colpi da pistola, ma risulta abbastanza fragile e di difficile manutenzione e ricarica, ed è normalmente più utile per la polizia che per i militari.  
Alcune delle armi che usano questo caricatore elicoidale, sono la PP-19 (sottocanna) e le carabine Calico. 

#### Rotatorio o a rocchetto

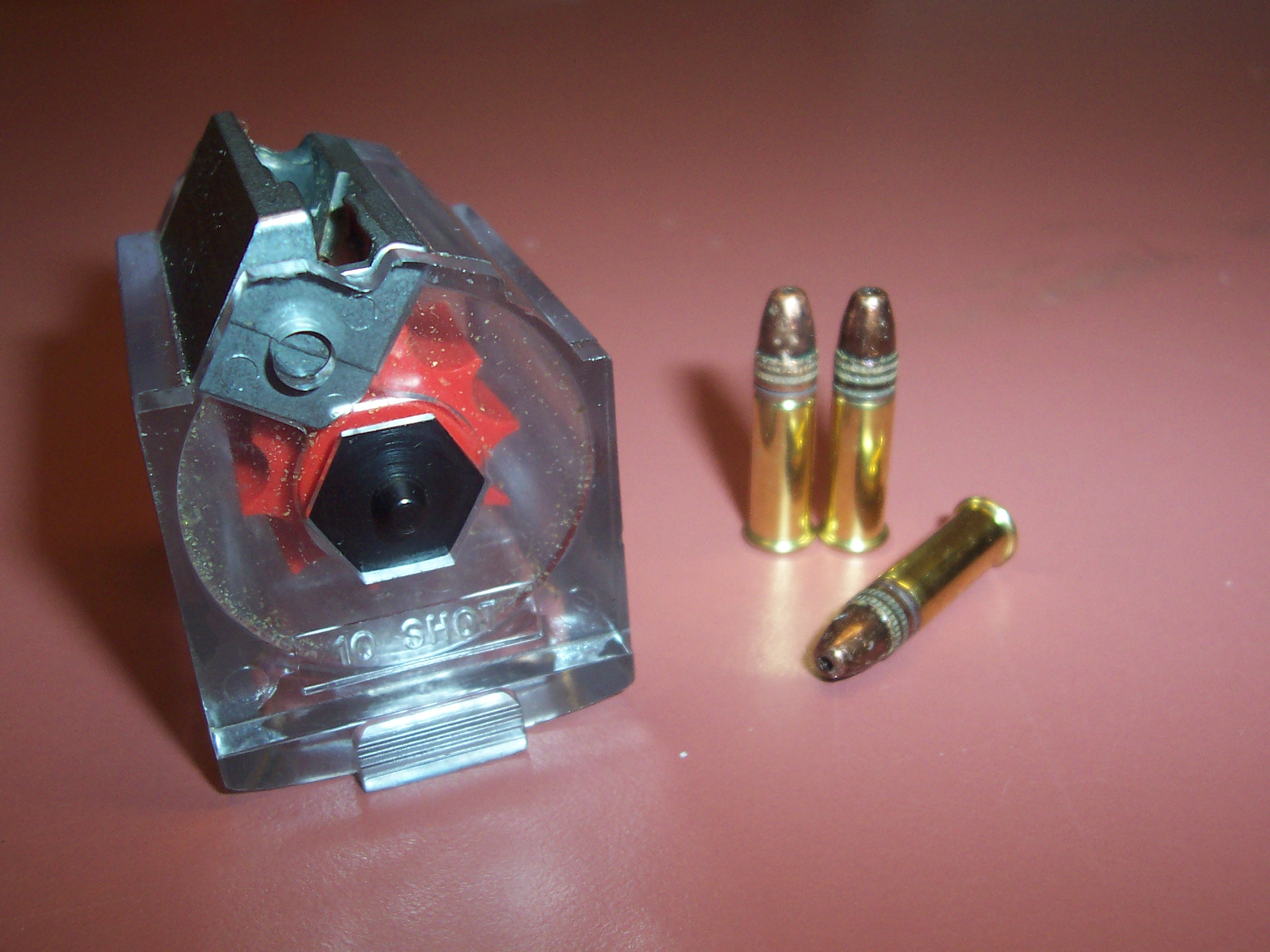
Un caricatore rotatorio da 10 colpi di una Ruger 10/22

Il caricatore rotatorio o a rocchetto è composto da un rotore, o pignone, mosso da una molla a torsione. Può essere fisso o staccabile. Le cartucce sono inserite tra i denti del pignone, e l'intero insieme è messo su di un albero parallelo alla canna. Sono solitamente a bassa capienza, di solito 5-10 colpi, in base alla cartuccia. 

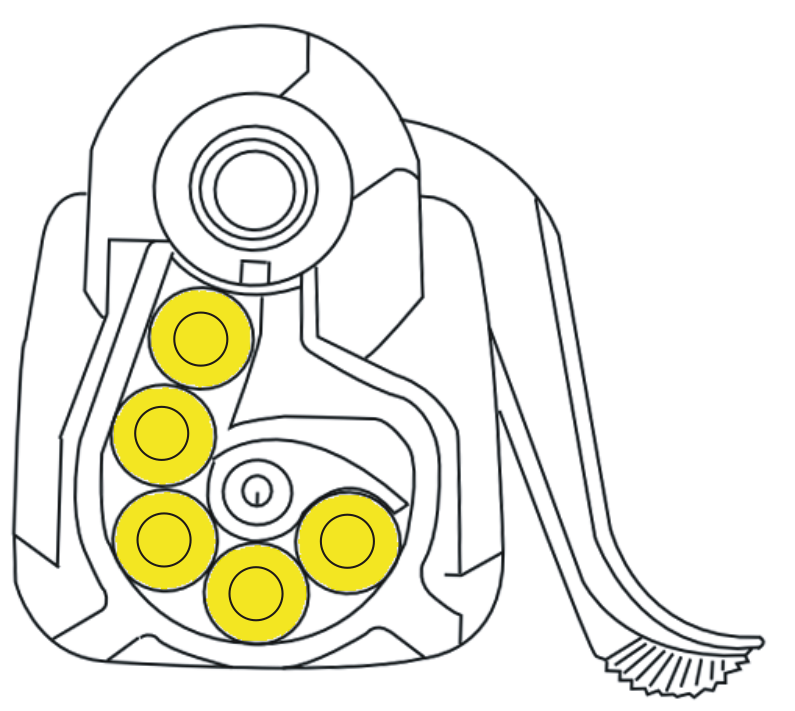
Schema del rocchetto dello Steyr SSG 69

Il fucile bolt-action Krag-Jørgensen, progettato in Norvegia nel 1886, utilizzava un serbatoio rotante integrato nel fusto del fucile. Come nel sistema Lee, il magazzino ospitava le cartucce una affiancata all'altra invece che in fila come nei tubolari, ma come in questi ultimi le cartucce venivano inserite attraverso la finestra di caricamento laterale una alla volta. Anche se affidabile, il serbatoio tipo Krag–Jørgensen era costoso da produrre e lento da ricaricare e venne adottato solo da tre Paesi: Danimarca nel 1889, Stati Uniti nel 1892 e Norvegia nel 1894.
Fu anche usato sui fucili Savage Model 1895 e 1899 della Savage Arms, ed è ancora usato in alcune armi moderne, tra le quali la Ruger American, la Ruger 10/22 e la Steyr SSG 69. 

### Caricatore a nastro

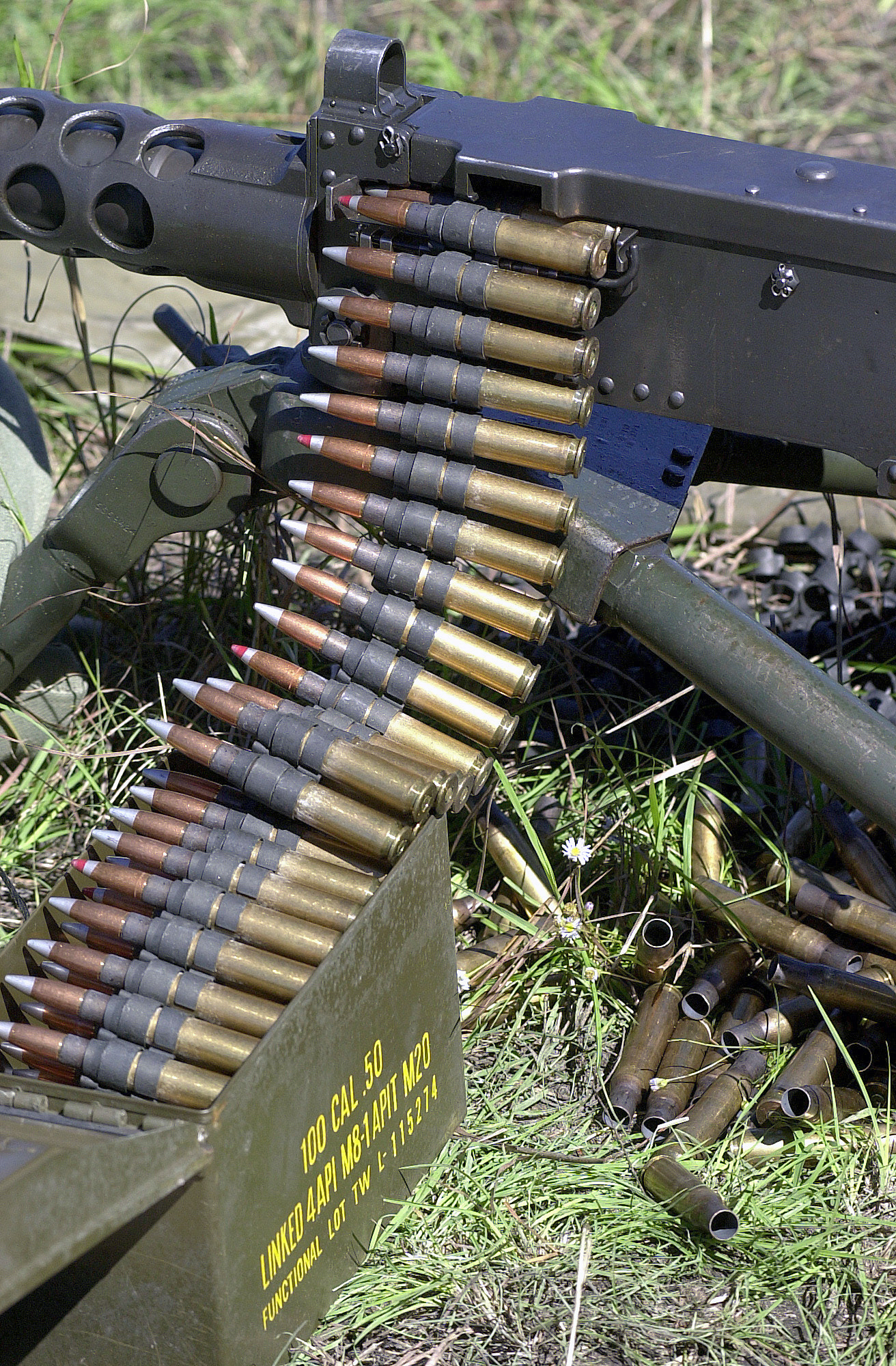
Caricatore a nastro.

I nastri rappresentano una serie (quasi infinita) di cartucce, collegate insieme con ganci metallici (a maglie disgregabili e recuperabili) e alloggiate in scatole contenitive più adatte per il trasporto; queste scatole possono essere rettangolari o a cilindro (simili a un tamburo, ma funzionanti a nastro, non a molla) e possono essere anche agganciate a lato o sotto l'arma.
I primi nastri erano in tela, come nella M1919 Browning, ma oggi sono a maglie metalliche, come le maglie M13 delle cartucce 7,62 × 51 mm NATO, nella FN MAG. I nastri sono composti solitamente da 100 o 250 colpi, ma possono essere uniti l'uno con l'altro e formare quantità potenzialmente illimitate.
Altro tipo, era il caricatore a nastro metallico rigido, come nella Hotchkiss Mle 1914 o la Breda Mod. 37, di capienza relativamente ridotta, intorno ai 20 colpi (24 per la Hotchkiss), ma essendo facilmente danneggiabile, oggi è poco usato.

## La normativa nel mondo

### Italia
Secondo la legislazione italiana sulle armi, fino all'entrata in vigore della legge 18 aprile 1975, n. 110 all'art. 19, il caricatore era considerato parte di arma da fuoco e perciò doveva essere denunciato insieme all'arma sulla quale veniva adoperato; allo stesso modo, anche tutti i caricatori di riserva o supplementari, dal secondo in poi. 
Ai sensi del d.lgs. 28 ottobre 2010 n. 204 - emanato in recepimento della direttiva dell'Unione Europea 2008/51/CE - il caricatore non è più considerato parte dell'arma e può quindi essere detenuto liberamente da chiunque (anche da chi sia privo di una qualunque licenza di detenzione di armi), purché non sia una tipologia di caricatore appartenente e montata ad/su armi da guerra, poiché in sede di giudizio potrebbe essere considerato (in questo caso) parte d'arma da guerra, il cui possesso ai sensi della legge del 1975 è ancora vietato ai privati. Conseguentemente, i caricatori delle armi comuni non sono più soggetti a denuncia, e se precedentemente denunziati, possono essere cancellati/omessi dalle successive denunzie; ugualmente, per quelli già denunziati in passato, per il venir meno della disponibilità del proprietario, ad esempio di caricatori rotti e/o smaltiti senza particolari procedure burocratiche. Il porto di un caricatore privo di munizioni non è più vietato (anche senza giustificato motivo), non essendo più considerato parte di arma. Per il trasporto dello stesso, non vige più l'obbligo di avviso di trasporto. Le armi ammesse al commercio devono essere omologate e dotate di caricatori contenenti un certo numero di colpi; su queste armi possono essere usati altri caricatori, purché appartenenti allo stesso tipo di omologazione (stessi colpi contenuti). 
La legge 17 aprile 2015, n. 43, ha introdotto l'obbligo di denuncia e il divieto di cessione, se i caricatori per le armi comuni da sparo lunghe sono di capacità superiore a 5 colpi rispetto a quelli in dotazione o superiore a 15 colpi per le armi corte, ma è sempre lecito montare caricatori con un numero di colpi inferiore a quelli stabiliti secondo tale norma i caricatori che superano il limite totale di 20 colpi, per le armi corte, e di 10 colpi, per le armi lunghe, necessitano di denuncia alle forze di polizia italiane. Eccezione è prevista dall'art. 3 del d.lgs n. 121 del 29 settembre 2013, sono ammessi caricatori per lemarmi sportive, la cui capacità è in conformità dei regolamenti delle federazioni sportive di interesse CONI.
Il d.lgs. 10 agosto 2018, n. 104, prevede che tutti i caricatori per armi corte contenenti più di 20 colpi e quelli per armi lunghe contenenti più di 10 colpi (in totale), debbano essere denunciati ( secondo l'art. 38 del TULPS). La norma non prescrive esplicitamente se anche i caricatori in dotazione alle armi debbano essere denunciati, ma nel dubbio, tutti i caricatori di cui si è in possesso che superino tali quantità, è preferibile denunciarli. E per quanto riguarda l'uso, nessuna norma vieta di usare i caricatori con più di 10 colpi (per armi lunghe) e 20 (per armi corte) all'interno di aree stabilite tipo i campi di tiro, purché se ne sia lecitamente i possessori, cioè siano stati regolarmente denunciati. L'obbligo di ridurre a 10 o a 20 colpi (secondo il tipo), dei caricatori già posseduti all'entrata in vigore della Legge, entra in essere solo per i caricatori per armi comuni o da caccia, qualora si vogliano vendere, importare o produrre.

## Altre immagini

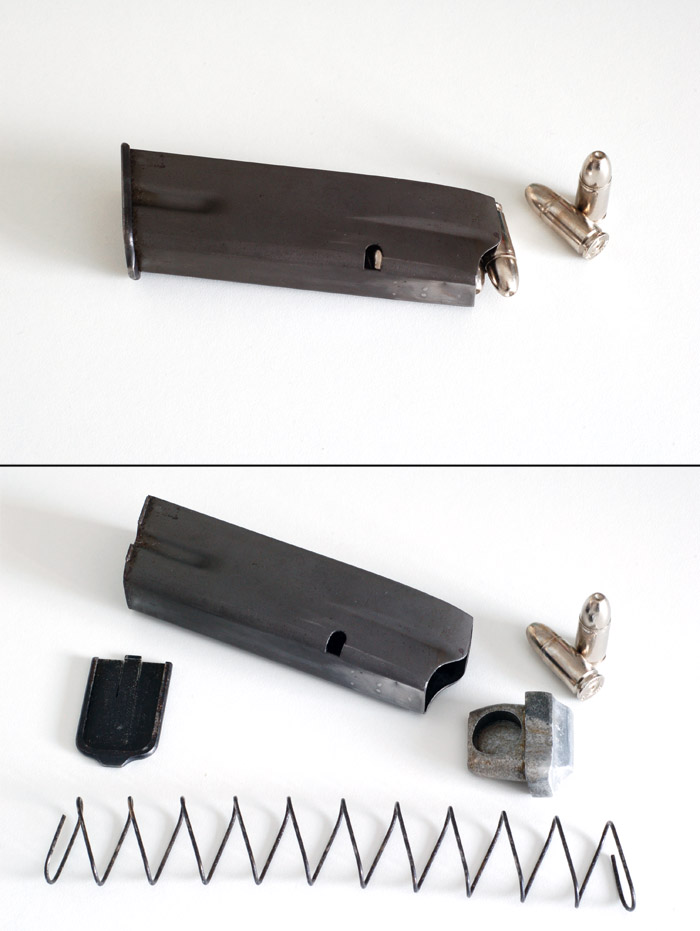
Caricatore bifilare di pistola Browning HP calibro 9 Para. Sotto è smontato nei suoi quattro pezzi: carcassa, piastra di fondo, molla ed elevatore cartucce.
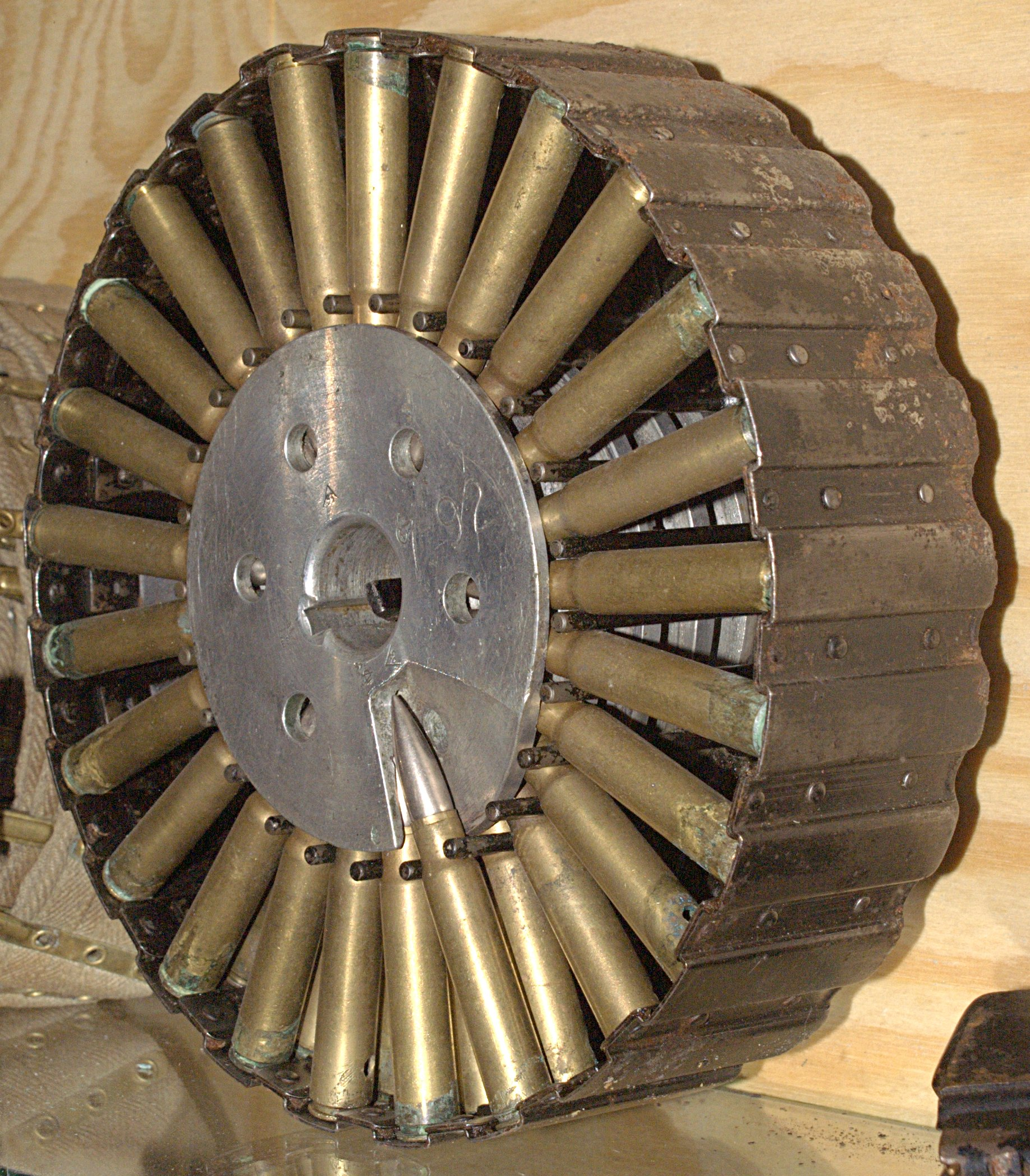
Un caricatore a piatto per mitragliatrice Lewis, con colpi da 7,92 × 57 mm Mauser.
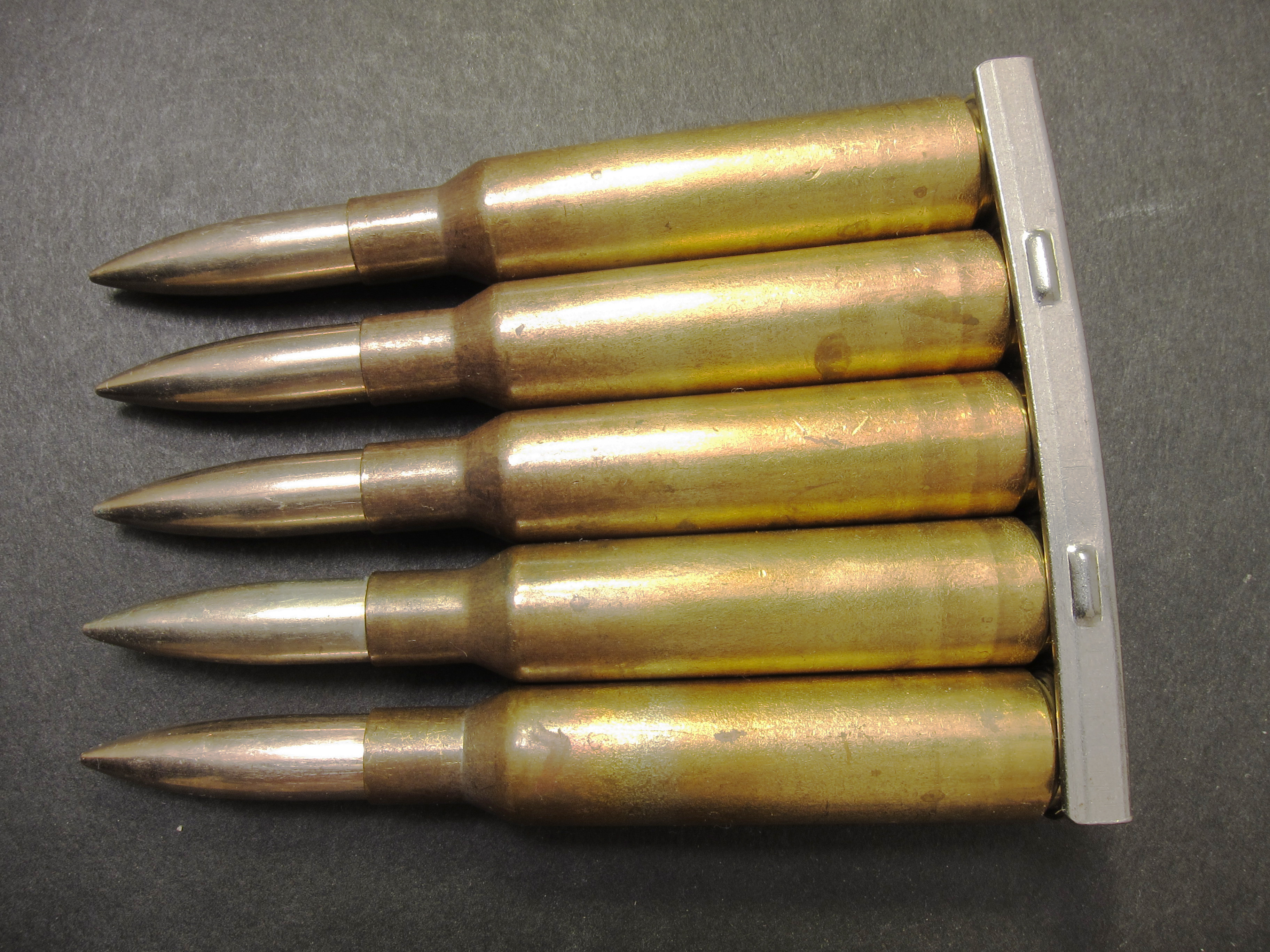
Stripper clip di Mauser svedesi con 5 cartucce 6,5 × 55 mm Mauser.